# バビロン
バビロン（Babylon）は、メソポタミア地方の古代都市。市域はバグダードの南方約90kmの地点にユーフラテス川をまたいで広がる。ハンムラビ法典で有名なハンムラビ王（在位前1792年 - 前1750年）が最初の黄金時代を築いてからは、アッシリア、バビロニアなど、支配者は次々と変わり、紀元7世紀にイスラムの時代に入って以降、衰退した。その遺跡は、2019年にUNESCOの世界遺産リストに登録された。

## 概要

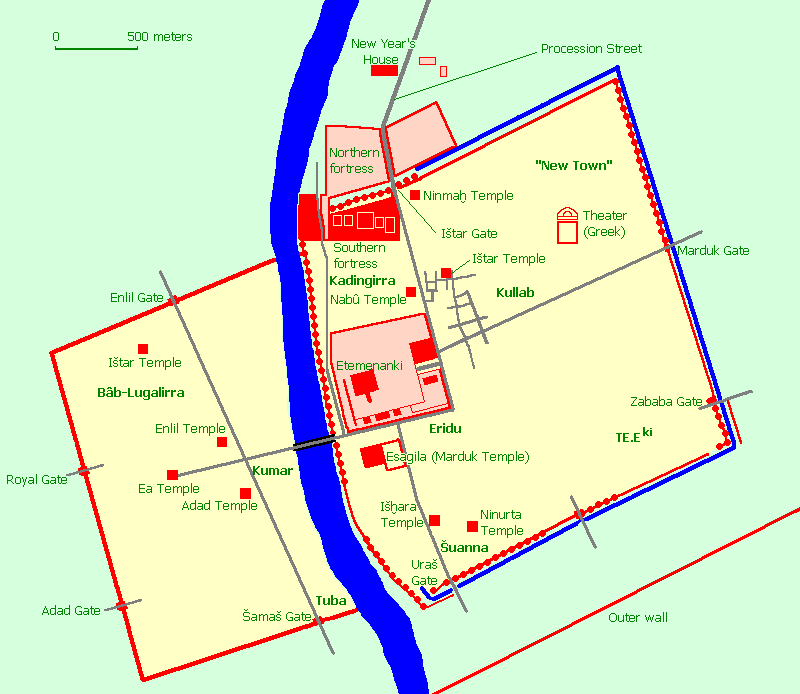
バビロンの平面図。外側と内側に城壁で囲まれている

バビロンが文書に登場する最初のものは、アッカド帝国のサルゴンの治世（紀元前2334年から2279年）の粘土板である。その中で、バビロンは小さな町として言及されている。ユーフラテス川の両岸に沿って建設されたこの都市には、川の季節的な洪水を防ぐための高い堤防があった。バビロンは、古代メソポタミアで勃興したバビロニア帝国の首都でもあった。バビロニア帝国は、時代を隔てて二度、この地域を支配した。一度目は紀元前19世紀から15世紀にかけて、そして二度目は紀元前7世紀から6世紀の間にかけてである。町に人が居住していた最後の記録は紀元10世紀のもので、その頃にはバベルと呼ばれる小さな村となっていた。
町は、紀元前19世紀にバビロン第1王朝が台頭したことで、小さな独立した都市国家の一部になった。紀元前18世紀にアモリ人の王ハンムラビは、古バビロニア帝国を興した。彼はバビロンを大都市に造り替え、自らをその王と宣言した。メソポタミア南部はバビロニアとして知られるようになり、バビロンはこの地域の聖地として、ニップルをも凌ぐようになった。だが、この帝国はハンムラビの息子サムス・イルナの下で衰退し、その後長い間、バビロンはアッシリア人、カッシート人、エラム人の支配下にあった。アッシリア人が破壊・再建した後、前609年から前539年まで、バビロンは新アッシリア帝国の後継である新バビロニア帝国の首都となった。バビロンの空中庭園は、古代世界の七不思議の一つとして位置づけられた。新バビロニア帝国の崩壊後、バビロンはアケメネス朝ペルシア、セレウコス朝、パルティア、ローマ帝国、そしてサーサーン朝ペルシアなどの諸帝国の支配下に置かれた。
バビロンが世界最大の都市だった時期は紀元前1770年 - 1670年頃と、紀元前612年 - 320年頃と見られている。おそらく、一番早く人口が20万人に到達した都市であったと思われる。その区域の最大範囲は、890 - 900ヘクタールに及ぶものと推測される。バビロンには50以上の神殿があり、主神はマルドゥクだった。他にも三位一体で黄道帯の支配者であるシン（月）、シャマシュ（太陽）、イシュタル（金星）などが祀られていた。
バビロンは二重構造の城壁で囲まれており、内側の塁壁は二列に並んでいて、内側の壁は厚さ6.5メートル、外側の壁は厚さ約3.5メートルあった。外壁の外には南と北にユーフラテス川から水を引いた堀があり、城門が八つあったという。また、ネブカドネザル2世によって付け加えられた外側の塁壁も二列に並んでいて、内側の壁の厚さは約7メートルあった。東部にはもう一組の二重城壁があった。いくつかの門から市内に街路が通っていて、主要な大通りの行列道路は舗装され、両側の壁は神々の象徴であるライオンや竜ムシュフシュの像で飾られた。両岸はバビロンの川底トンネルで結ばれたという。
街の遺跡は、今日のイラクのバグダードの南85km、バービル県のヒッラにあり、その境界は、面積約10.5平方キロメートルに及ぶ古代の市外壁に基づいている。遺跡は、壊れた泥レンガの建物やがれきで構成されている。バビロンに関する主な情報源 ― 遺跡の発掘、メソポタミアの他の地域で発見された楔形文字文書、聖書、古代の文書（とりわけヘロドトス）における記述、あるいは（クテシアスやベロッソスなどの文書の）引用による文書など ― をつなぎ合わせても、その完全な実像に迫ることは難しい。史料同士が相互に矛盾さえしており、その辺りの事情は、都市が最盛期であった紀元前6世紀についても同様である。2019年、ユネスコはバビロンを世界遺産に登録した。この場所には毎年何千人もの人が訪れ、そのほぼ全てがイラク人である。周辺では開発が急速に進んでおり、遺跡への浸食が起きている

。

## 呼称
その名はアッカド語で「神の門」を意味するバーブ・イリ（ム）（𒆍𒀭𒊏𒆠、Bāb-ili(m)）に由来する。古代ペルシア語: 𐎲𐎠𐎲𐎡𐎽𐎢𐏁 Bābiruš、古代ギリシア語: Βαβυλών Babylōn、ヘブライ語: בָּבֶל Bāvel、アラビア語: بابل Bābil などはその借用である。バビロニア（古代ギリシア語: Βαβυλωνία Babylōnia）の語はバベルにもとづく。

### シュメール語の「神の門」に由来するという説
アーチボルド・セイスが1870年代に述べたところによると、バブ・イル（Bab-ilu）またはバブ・イリ（Bab-ili）は、比較的早期のシュメール語の名前であるカ・ディミラ（Ca-dimirra）の翻訳であると考えられる（以前は、テューラニア語系に属すると提唱されたが、現在ではこの説は採用されていない）。カ・ディミラ（Ca-dimirra）は「神の門」を意味し、「KAN4 DIĜIR.RAKI」（シュメール語の言葉「カン・ディグラック（kan diĝirak） ＝ 神の門」に相当する）またはその他の文字に由来する。
ドイツの学者ディーツ・オット・エドザードによると、街はもともとはバビラ（Babilla）と呼ばれたが、ウル第三王朝の頃までには語源の思索のプロセスを経て、「神の門」（バブ・イル Bab-Il）を意味するバブ・イリ（ム）（Bāb-ili(m)）になったとする。

### 「神の門」由来の否定説
「神の門」という訳は、意味が判然としない非セム語の地名を説明するための民間語源だという考えも強まっている。言語学者イグナス・ジェイ・ゲルブは、バビルまたはバビラ（Babil / babilla）という名前は都市の名前の根本部分だが、その意味と起源は未知とすべきだと1955年に提案した。理由として、他のよく似た名前の場所がシュメールにあったことと、シュメール語の地名がアッカド語の翻訳に置き換えられた例が他に無いことを挙げている。イグナス・ゲルブの説では、バビル（またはバビラ）は、後にアッカド語のバブ・イリ（ム）（Bāb-ili(m)）に変形したのであって、シュメール語のカ・ディグ・イラ（Ka-dig̃irra）はむしろ逆に、バビルまたはバビラからの翻訳であるとの結論に達した。

### 聖書における名前
聖書では、その名は「バベル」として登場する。創世記では、「混乱する」を意味するヘブライ語の動詞ビルベル（bilbél）から、「混乱」という意味で説明されている。現代の英語の単語「babble」（意味の無いことを話す）は、一般にはバベルという名前に由来すると考えられているが、直接の関係は無い。

### 他の都市をバビロンと呼んだ例
古代の記録の中では、「バビロン」を他の都市の名前として用いている例がある。例えば、バビロンの影響圏にあるボルシッパをそう呼んだ例や、アッシリアがバビロンを占領・略奪した後の短期間、ニネヴェのことをバビロンと呼んだ例がある。

## バビロンの再発見
紀元19世紀初めになると、古代メソポタミア地方における発掘作業が始まり、その後の数十年でさらに活発になった。遠征隊による発掘の場所はアッシュル、ニムルド、ニネヴェなど、アッシリア帝国の首都に関する場所が多かった。これは、他の場所よりも遺跡が目立っていたことにもよる。その名前の重要性のゆえに、一連の遠征の後半になると、バビロンにおける発掘も行われるようになった。これらの遠征は、当時の気鋭の考古学者から成るチームによって実施された。これに続いて19世紀後半には、市の遺跡をさらに調査するための遠征が行われたが、それらの場所のほとんどは今もなお調査されていない。しかも、イラク政府がその計画を実施した結果、史跡のいくつかは再建と修復を必要とすることがわかり、かつ、当時のイラクの政治情勢により、発掘の実施は困難となっていった。

## 地勢

バビロンの地図。主な場所と現代の村も記載

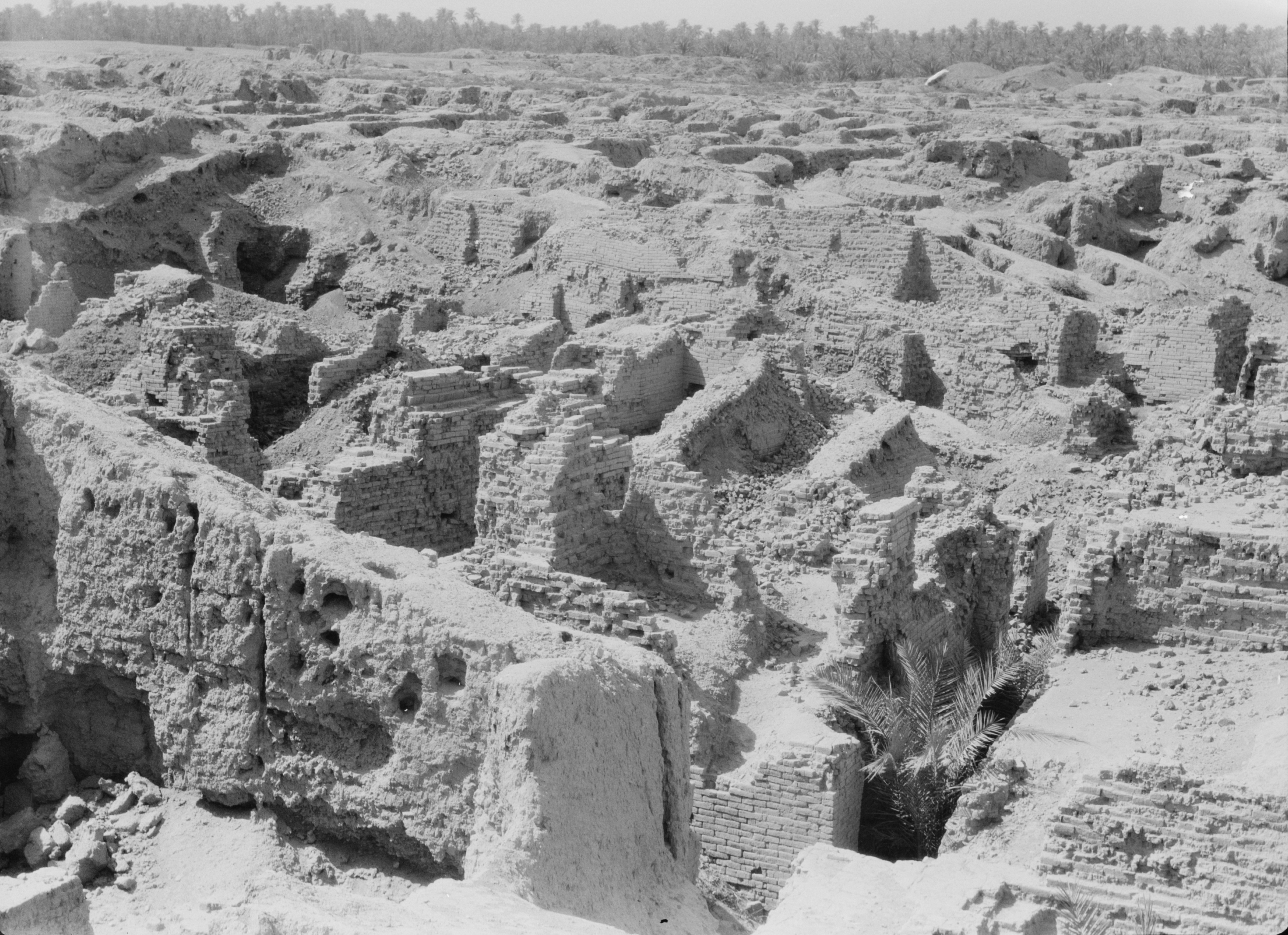
1932年当時のバビロン

ユーフラテス川の両岸に沿って建設された古代都市は、川の季節的な洪水を防ぐための急な堤防を備えていた。街の遺跡は現在のイラクのバグダッドの南約85 km、バビル県のヒッラにあり、壊れた泥レンガの建物やがれきの山から成る。バビロンの遺跡は、ユーフラテス川の東側の南北方向約2キロメートル× 1キロメートルの地域を埋める多数の丘で構成される。もともと街は川で二分されていたが、その後、川の流れが変わり、かつての街の西部の遺跡のほとんどが浸水した。川の西側の城壁の一部は、今もなお残っている。
これまでに発掘されたのは、古代都市のごく一部（内壁内の面積の3％、外壁内の面積の1.5％、古バビロン・中期バビロンの深さに対して0.1％）のみである。既知の遺跡は次のとおり。
- カスル（Kasr）：宮殿または城とも呼ばれ、新バビロニアのエテメナンキ（エ・テメン・アン・キ）のジッグラトがある場所であり、遺跡の中心にある。
- アムラン・イブン・アリ（Amran Ibn Ali）：南にある、丘の最高地点。高さ25メートル。マルドゥクの神殿であるエサギラの遺跡であり、エアとナブーの神殿もある。
- ホメラ（Homera）：西にある、赤みがかった丘。ヘレニズム時代の遺跡のほとんどはここにある。
- バビル（Babil）：遺跡の北端にある、高さ約22メートルの丘。そのレンガは古代から略奪されてきた。ネブカドネザルによって建てられた宮殿があった。

考古学者は、新バビロニア時代以前の人口遺物のほとんどを復元できていない。この地域の地下水面は何世紀にもわたって大幅に上昇しており、新バビロニア帝国以前の遺物は現在の標準的な考古学的手法では発掘できない。さらに、新バビロニア人はバビロン市内で重要な再建事業を実施したが、これにより、それ以前の時代の多くの記録を破壊または埋没させてしまった。バビロンは、外国の支配に何度も反抗してきた。主なものとしては紀元前2千年紀にはヒッタイト人とエラム人に対して、紀元前1千年紀には新アッシリア帝国とアケメネス朝に対して反乱を起こしたが、鎮圧される度に略奪が繰り返された。バビロン市の西半分の多くは現在、メソポタミア川の下にあり、また、遺跡の他の部分は営利的建築資材として採掘されてきた。
コルデウェイだけが、発掘調査により古バビロニア時代の遺物を回収した。この中には、民家から発掘された、シュメール文学と語彙文書が刻まれていた967枚の粘土板が含まれていた。
バビロンの近くにある古代の居住地としては、キシュ、ボルシッパ、ディルバト、クターがある。マラドとシッパルは、それぞれユーフラテス川に沿って60kmの距離にあった。

## 史料
バビロンに関する主な史料 ― 遺跡そのものの発掘、メソポタミアの他の場所で見つかった楔形文字文書における言及、聖書における言及、他の古典文書（特にヘロドトスによる）における説明、古典文書の中における引用（クテシアスとベロッソスの作品を引用）による説明 ― は、紀元前6世紀の都市最盛期の時代のものでさえ、当時のことを知るには不完全で、時には矛盾している。バビロンは、クテシアス、ヘロドトス、クイントス・クルティウス・ルフス、ストラボン、クレイタルコスなど、多くの古典的な歴史家によって説明され、そのうち実際に訪問した者もおそらくいた。これらの報告の精度はさまざまであり、一部の内容は政治的な動機に基づいているが、それでも有用な情報を提供してくれる。
だが、バビロンの初期の様子を知るためには、これらの史料では足りないため、ウルク、ニップル、シッパル、マリ、ハラダムなど、他の場所で見つかった碑文の情報を統合する必要がある。

### 初期の言及
小さな町としてのバビロンについての最も初期の言及は、現在わかっているものとしては、アッカド帝国のサルゴンの治世（紀元前2334-2279年）の粘土板に遡る。バビロン市への言及は、紀元前3千年紀後半のアッカド語とシュメール語の文学に見られる。最も初期のものとしては、アッカドの王シャル・カリ・シャッリがバビロンにアンヌニトゥム（Annūnı̄tum）とイラバ（Ilaba）のために新しい神殿の基礎を築いたことを説明する粘土板がある。バビロンは、ウル第3王朝の行政記録にも登場する。ウル第3王朝は、現物での納税を徴収し、エンシ（ensi。シュメールにおける称号の一種）を地方知事として任命した。
いわゆるウェイドナー年代記（ABC 19としても知られる）では、アッカドのサルゴン（短い年代記では紀元前23世紀頃）が「アッカドの前に」バビロンを建てたと述べている（ABC19：51）。後の年代記では、サルゴンが「バビロンの穴の土を掘り起こし、アッカドの隣にバビロンと対応するもの（都市？）をつくった」と記されている（ABC 20：18-19）。マーク・ヴァン・デ・ミエロープ（Marc Van de Mieroop）は、これらの史料はアッカドのサルゴンではなく、はるかに後のアッシリア王サルゴン2世の新アッシリア帝国に言及している可能性があることを示唆している。

### 古代における年代決定
シケリアのディオドロスが引用し、そしてゲオルギオス・シュンケロス（George Syncellus）の『年代記』（Chronographia）にも記載されているところによると、クテシアスは、自分がバビロニアの記録の写本を見ることができたと主張したという。それによれば、バビロンの建設は、最初の王ベルス（Belus）の下、紀元前2286年に行われた。同様の数字がベロッソスの著作にも見られる。ベロッソスはプリニウスを引用して、天文観測はギリシャのポローネウス時代の490年前、紀元前2243年にバビロンで始まったと述べている。ビザンチウムのステファヌスはバビロンが建設された時期を、レスボスのヘラニコスがトロイ包囲したと記している年（紀元前1229年）からさらに1002年遡った年、すなわち紀元前2231年だと書いている。これらの日付はすべて、バビロンの始まりを紀元前23世紀としている。しかしながら、これらの（楔形文字以後の）古典文書の記述に対応する楔形文字の記録は見つかっていない。

## 歴史

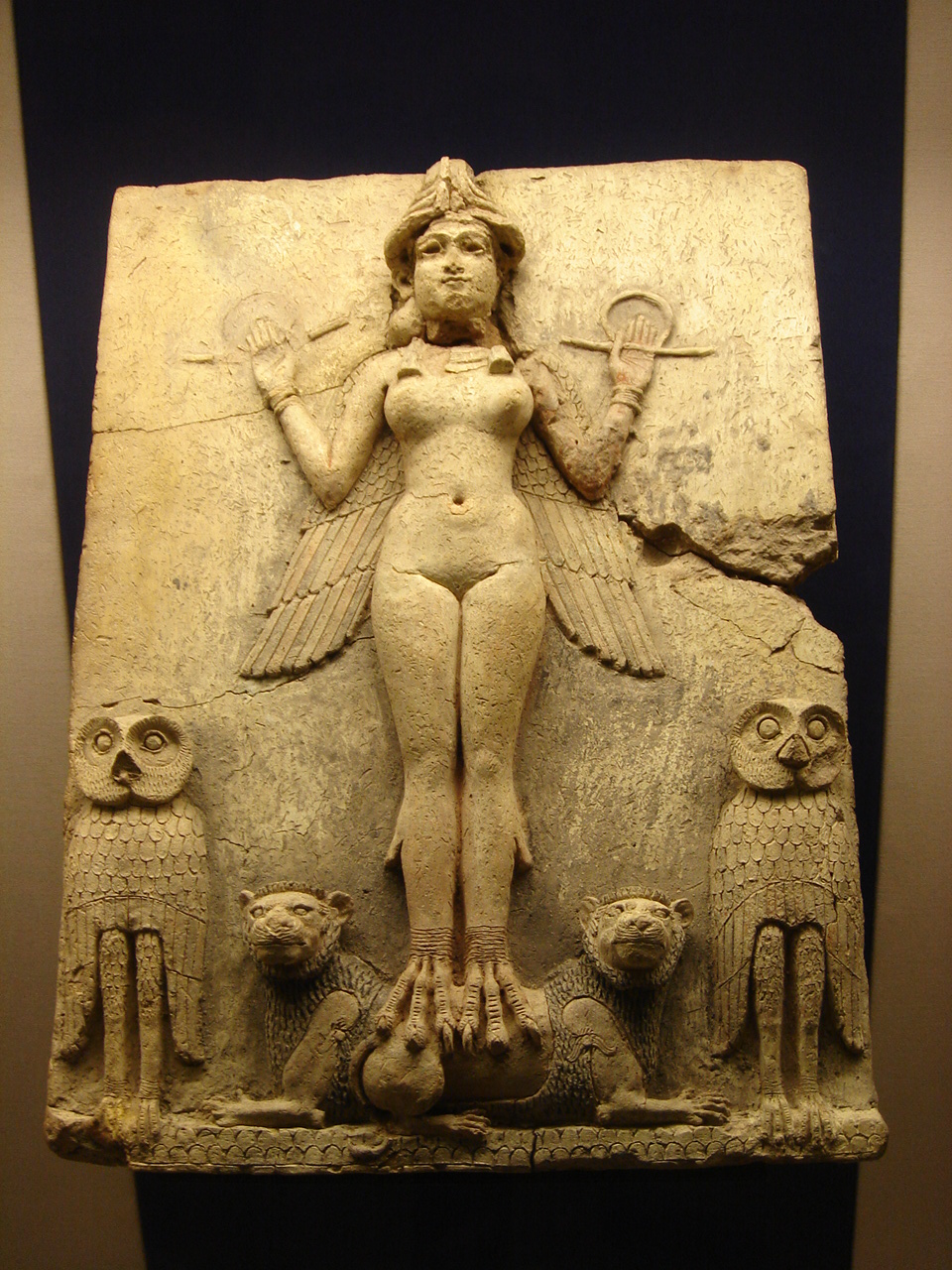
夜の女神の彫刻。この姿は、バビロニアの性と愛の女神であるイシュタルの一形態である可能性がある。

バビロンについて証明する最初の言及は、紀元前3千年紀の後半、アッカド帝国の統治者シャル・カリ・シャッリの治世中にある。彼の治世における年を表現する名前の中に、バビロンに2つの神殿を建てることに言及しているものがある。バビロンは帝国のエンシ（知事）によって統治されていた。知られている知事としては、アッバ（Abba）、アルシ・アー（Arši-aḫ）、イトゥリ・イルム（Itūr-ilum）、ムーテリ（Murteli）、ウナバタル（Unabatal）、プズル・トゥトゥ（Puzur-Tutu）がいる。その後、スム・ラ・エルの時代まで、バビロンについての言及はなくなる。紀元前1950年頃以降になると、南部のウルクとラルサにアムル人（アモリ人）の王国が出現する。

### 古バビロニア時代

紀元前1792年にハンムラビが王になった時及び紀元前1750年にハンムラビが死去した際のバビロニアの領土を示す地図

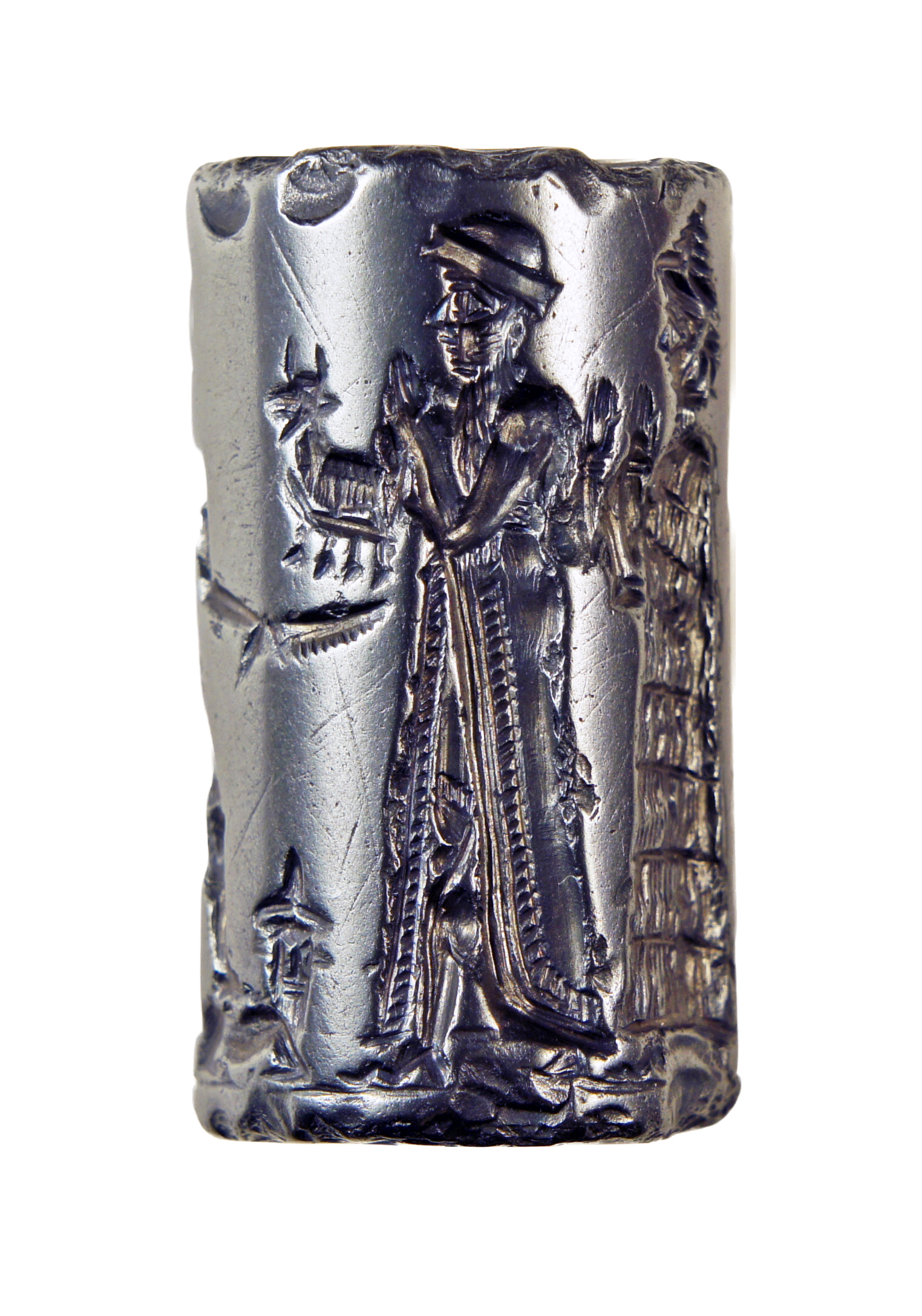
古バビロニアの円筒印章、赤鉄鉱。この印章は、おそらくハンムラビの治世中またはその直前に、シッパルの工房で作られた。 王が太陽神シャマシュに動物を捧げる様子を描いている。

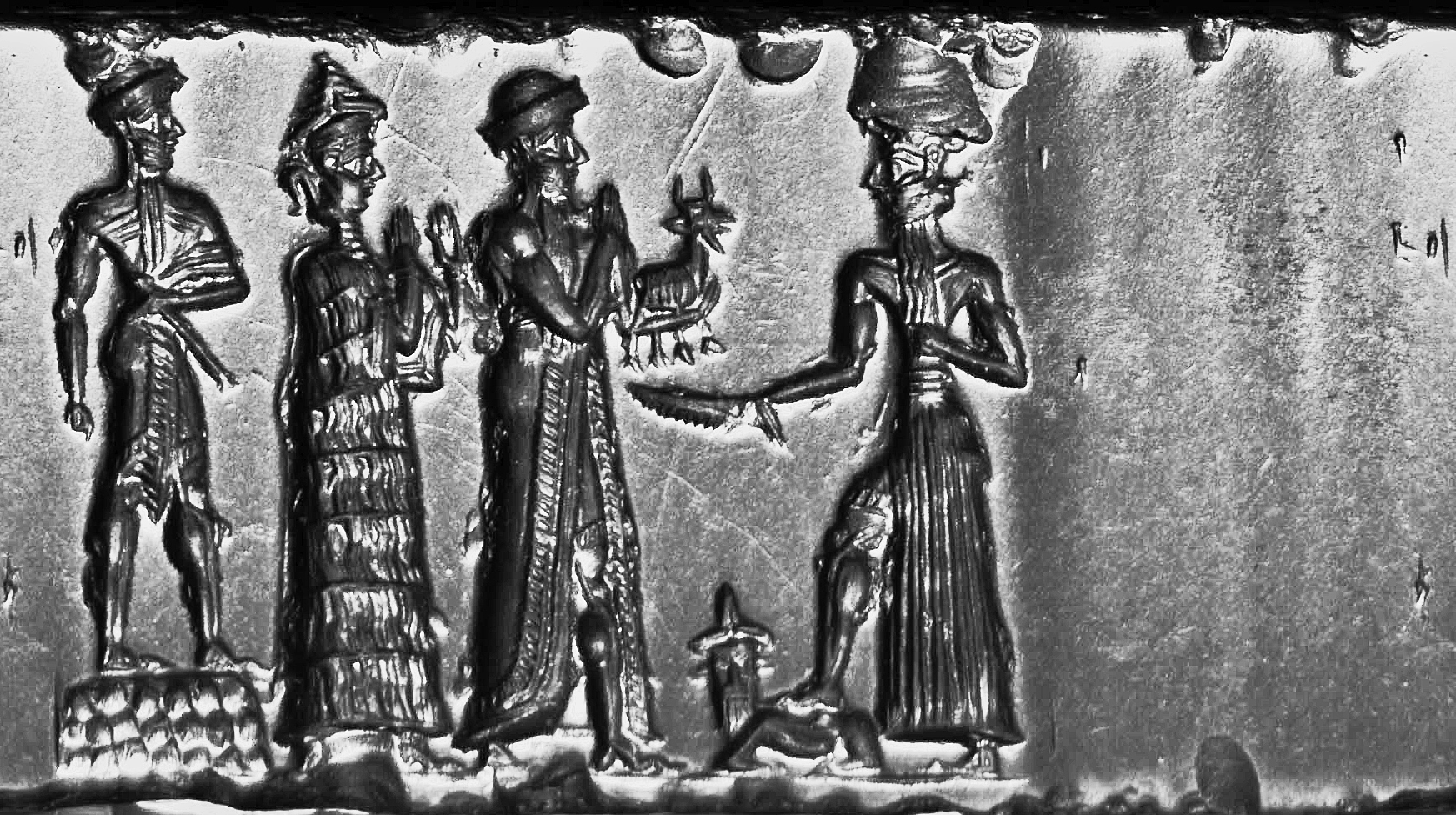
上の円筒印章のラインスキャンカメラ画像（印影に似せるため、反転してある）。

バビロニアの時代リストによると、バビロンでのアムル人の支配は、隣接する都市国家カザル（Kazallu）からの独立を宣言したスム・アブム（Sumu-abum）という名の首長から始まった（紀元前19世紀または18世紀）。スム・ラ・エル（Sumu-la-El）は、スム・アブムと同時代である可能性があり、通常、バビロン第1王朝の始祖と考えられている。両者ともバビロンの城壁を建設したとされているが、いずれにせよ史料には、バビロンにおける限定的な支配を確立したスム・ラ・エルの軍事的成功について記されている
。
当初、バビロンは弱小都市国家であり、周辺の領土までは支配していなかった。その最初の4人のアムル人の支配者は、王の称号を名乗らなかった。エラム、イシン、ラルサなどの古くからの強力な国家や北メソポタミア王国を作り上げたシャムシ・アダド1世のような強力な支配者が、ハンムラビがバビロン第1王朝を築くまでバビロンを脅かし続けた。ハンムラビ（在位前1792年 - 前1750年）はハンムラビ法典を作成したことで有名である。ハンムラビはメソポタミア南部のすべての都市と都市国家を征服した。これには、イシン、ラルサ、ウル、ウルク、ニップル、ラガシュ、エリドゥ、キシュ、アダブ、エシュヌンナ、アクシャク、アッカド、シュルッパク、バド・ティビラ（Bad-tibira）、シッパルが含まれる。ハンムラビはこれらを一つの王国に統一し、バビロンを首都として支配した。ハンムラビは東のエラム、そして北西のマリとエブラの王国にも侵攻し、これらを征服した。ハンムラビの治世の後半には、北メソポタミア王国のシャムシ・アダド1世の後継者にも貢納を課した。
現代の歴史学者は、ハンムラビの治世の後のメソポタミア南部全体をバビロニアとも呼ぶ。この時代から、バビロンはニップルとエリドゥに代わり、メソポタミア南部の主要な宗教の中心地となった。ハンムラビの帝国は、彼の死後に不安定化した。アッシリア人は、バビロニア人とアムル人を破り、自国から追い払った。また、メソポタミアの南端では地元民による海の国が独立し、エラム人はメソポタミア東部の領土を占領した。ハンムラビの王朝はバビロンで権力を維持したが、バビロンは再び小さな都市国家に戻ってしまった。
古バビロニア時代の文書では、しばしば、最高神として扱われるシッパルの太陽神シャマシュと、彼の息子と見なされるマルドゥクに言及されることがある。後にマルドゥクは高い地位に昇り、逆にシャマシュの地位は低下した。これはおそらくバビロンの政治力の高まりを反映している。

### 中期バビロニア時代
紀元前1595年
、バビロンは小アジアのヒッタイト帝国に敗れた。ヒッタイトは故国に引き揚げたものの、メソポタミアは争乱の時代に突入、「海の国」と呼ばれる国の支配を経て、その後、カッシート人がバビロンの街を占領して王朝を建設した。この王朝は紀元前1160年まで435年間続いた。
カッシート人の時代にバビロンは弱体化し、その結果、カッシート人のバビロンは、エジプトのファラオであるトトメス3世に貢納し始め、ミタンニに対する8回目の軍事遠征に協力した。カッシート人のバビロンは、最終的には北方の中アッシリア帝国（前1365年-前1053年）及び東方のエラムに従属した。両国は、バビロンの支配権を争った。
紀元前1155年までに、アッシリア人とエラム人による攻撃と領土の併合が続いた後、カッシート人はバビロンから追放された。その後、イシン第2王朝バビロンを統治した。しかし、依然としてバビロンは弱く、アッシリアによる支配を受けた。その無力な王たちは、新たにレヴァントの砂漠から流入してくるアラム人とストゥ人のような西セム人の外国人入植者の動きを防ぐことができなかった。紀元前9世紀にはカルデア人が侵入してきて、バビロニア地域を支配した。

### アッシリア時代

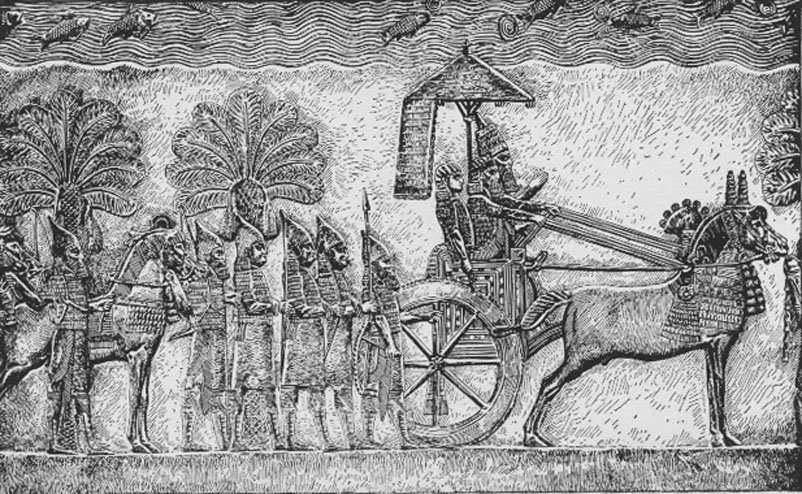
バビロニアとの戦争中（紀元前691年ハルルの戦い）のアッシリア王、センナケリブ。ニネヴェの宮殿から出土した浮き彫り

新アッシリア帝国（前911年-前609年）の統治の間、バビロニアは常にアッシリアに対して劣位にあったか、あるいは直接の支配を受けた。センナケリブの治世中、バビロニアはエラム人と同盟を結び、メロダク・バルアダンという名の首長が絶え間なく反乱を起こしたが、これに対してセンナケリブはバビロンを完全に破壊し、反乱を鎮圧した。紀元前689年に城壁と神殿、宮殿が破壊され、その瓦礫はバビロンの南にかつて隣接した海、アラクトゥに廃棄された。宗教の中心地の破壊は多くの人々に衝撃を与えた。その後、センナケリブがニスロク神に祈っている間に彼自身の息子に暗殺されたことは、天罰と見なされた。彼の後継者であるエサルハドンはバビロンの再建を急ぎ、同じ年の一時期、バビロンに滞在した。彼の死後、バビロニアは彼の長男であるアッシリアの王子シャマシュ・シュム・ウキンによって統治された。だが、やがて彼はニネヴェを統治していた自分の弟アッシュルバニパルに対して反乱を起こし、紀元前652年に内戦が始まった。アッシリアと戦うに当たり、シャマシュ・シュム・ウキンは、メソポタミア南部のエラム、ペルシア、カルデア人、ストゥ人、カナン人、メソポタミア南部の砂漠に住むアラブ人などと連合した。
だが、彼は追い込まれ、再度、バビロンはアッシリア軍に包囲された。食糧が枯渇して降伏し、バビロニアの同盟軍は敗北した。アッシュルバニパルは「和解のもてなし」を祝ったが、ベル神（マルドゥク）の「手を取ろう」とはしなかった。カンダラヌという名前のアッシリアの知事が、バビロン市の統治者として任命された。アッシュルバニパルは、ニネヴェにある彼の大規模な図書館に収蔵するために、バビロンから各種の文書を収集した。
アッシュルバニパルの死後、アッシリアの王アッシュル・エティル・イラニ、シン・シュム・リシル、シン・シャル・イシュクンの治世中、一連の内戦が起こり、アッシリア帝国は不安定化した。最終的にバビロンは、近東の他の多くの地域と同様に、この混乱に乗じてアッシリアから独立した。その後の諸民族の連合軍によるアッシリア帝国の滅亡もまた、天罰としてみなされた。

### 新バビロニア帝国

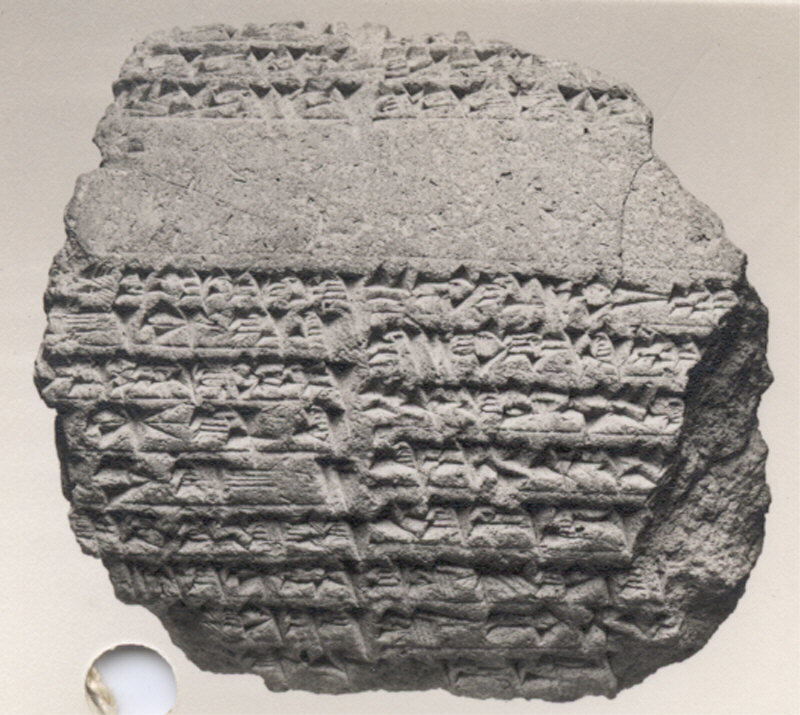
ネブカドネザル2世の治世の円筒形碑文。悪魔祓いと、ナボポラッサルによるエテメナンキのジッグラト再建に対する敬意を表している。

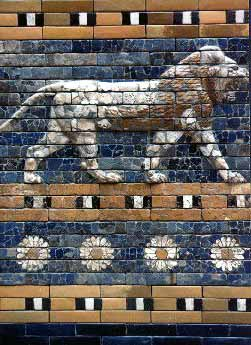
復元したイシュタル門における浅浮き彫りの拡大写真

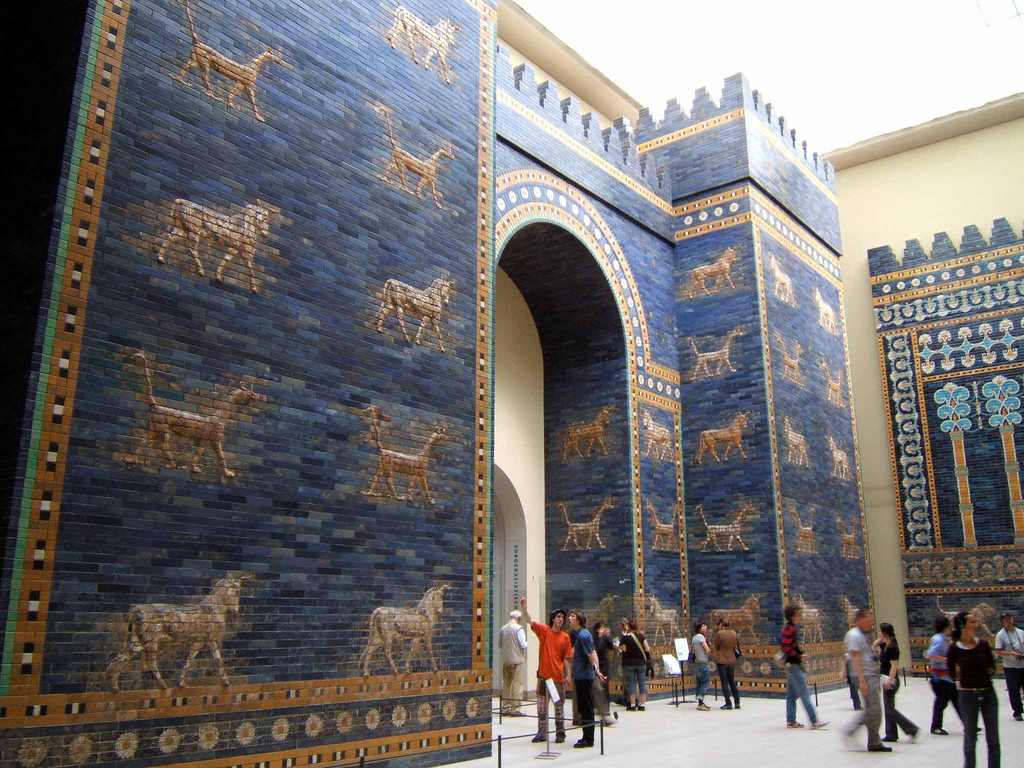
バビロンの北の入り口であった、青いタイル張りのイシュタル門を再現したもの。愛と戦争の女神イシュタルにちなんで名付けられた。マルドゥク神のシンボルである雄牛と竜で飾られている。

かつてのカルデアの王であったナボポラッサルの下で、バビロンはアッシリアの支配から独立した。そして、メディアの王キュアクサレスと同盟し、キンメリア人も加わって、紀元前612年から紀元前605年にかけてアッシリア帝国を最終的に滅ぼした。こうして、バビロンは新バビロニア帝国（カルデア帝国と呼ばれることもある）の首都となった。
バビロニアの独立が回復して以降、特にナボポラッサルの息子であるネブカドネザル2世（紀元前604-561年）の治世中に、建築活動の新たな時代が始まった。ネブカドネザルは、エテメナンキのジッグラトを含む帝国全土の完全な再建と、バビロンの8つの門の中で最も有名なイシュタル門の建設を命じた。復元されたイシュタル門は、ベルリンのペルガモン博物館に収蔵されている。
ネブカドネザルは、ホームシックとなった妻アミュティスのために、古代世界の七不思議の1つであるバビロンの空中庭園を建設したことでも知られている。ただし、庭園が実在したかどうかは論争の的となっている。ドイツの考古学者ロベルト・コルデウェイは、彼がその基礎を発見したと推測したが、多くの歴史家はその場所について異論を唱えている。イギリスの考古学者ステファニー・ダリーは、空中庭園は実際にはアッシリアの首都ニネヴェにあったと主張している。
ネブカドネザルはまた、ユダヤ人のバビロン捕囚と関わっていることでも有名である。これは、アッシリア人が帝国を安定させるために行われていた被征服民の強制移住の一環であった

。旧約聖書によると、彼はソロモンの神殿を破壊し、ユダヤ人をバビロンへと移住させた。このことは、バビロニア年代記にも記録されている。

### ペルシアによるバビロン征服
紀元前539年、新バビロニア帝国はオピスの戦いとして知られる会戦により、ペルシアの王キュロス大王に敗れた。だが、バビロンの城壁は破れないと考えられていた。街に入るためには、どこかの城門あるいはユーフラテス川を通るしかなかった。金属製の格子が水中に設置され、敵の侵入を防ぎつつ川が城壁を通過して市内に流れるようになっていた。これに対し、ペルシア人は、川から都市に侵入する計画を立てた。バビロニア国の祝宴が開催されている間に、キュロスの軍隊はユーフラテス川上流を迂回させ、水位を下げてキュロス軍の兵士が街に侵入できるようにした。バビロン市内中心部の人々がこの突破口に気づかぬうちに、ペルシア軍は都市の周辺地域を征服した。このことは、ヘロドトスによって詳しく説明されているほか

、ヘブライ語聖書の一部でも言及されている

。ヘロドトスは、堀、瀝青で固められた非常に高くて広い壁、城壁上の建物と、街に入る百にも及ぶ城門についても書いている。彼はまた、バビロニア人はターバンと香水を身に着け、死者は蜂蜜を塗って埋め、儀式的な売春を行い、その中の3つの部族は魚しか食べないとも書いている。百の門はホメロスを参考にしているとも考えられ、1883年にアーチボルド・ヘンリー・セイスの見解が示された後、ヘロドトスのバビロンの記述は、バビロンへの実際の訪問ではなく、ギリシャの民間伝承に基づくものと見なされてきた。しかし、最近になってステファニー・ダリーなど一部の学者は、ヘロドトスの説明が事実である可能性を検討することを提案している

。

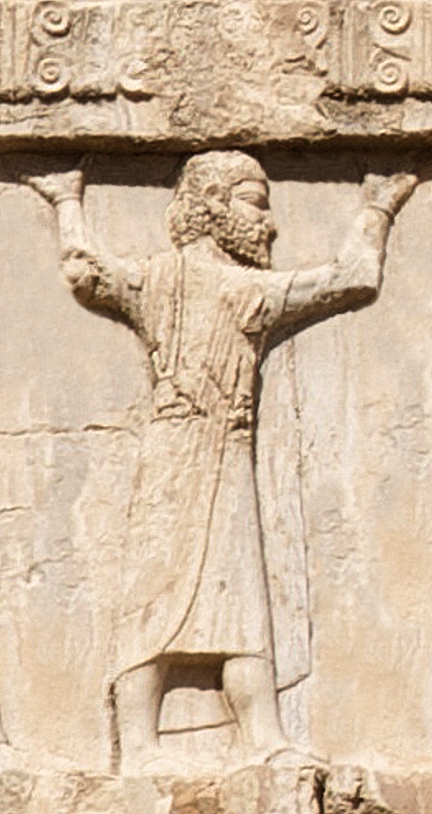
アケメネス朝軍におけるバビロニア人兵士。西暦前470年頃、クセルクセス1世の墓より。

旧約聖書の歴代誌下第36章によると、後にキュロスは、ユダヤ人を含む捕虜が自分たちの土地に戻ることを許可する布告を出した。キュロスの円筒形碑文に記された文書は、この布告の裏付けとなる証拠として聖書学者によって伝統的に考えられてきたが、文書ではメソポタミアの聖域に触れているだけで、ユダヤ人、エルサレム、またはユダヤについては言及していないため、その解釈について議論の対象となっている。
キュロスとそれに続くダレイオス1世の下で、バビロンは第9の州（南はバビロニア、北はアスラ）の首都となり、教育と科学の進歩の中心地となった。アケメネス朝の下で古代バビロニアの天文学と数学の研究が活発になり、バビロニア人学者が星座の地図を完成させた。バビロンはペルシア帝国の行政首都となり、2世紀以上にわたって名声を維持した。その時代を深く理解するための、多くの重要な考古学的発見がなされている。
初期のペルシアの王たちは、最も重要な神であるマルドゥクの宗教儀式を維持しようとしたが、ダレイオス3世の治世において、苛酷な課税と多数の戦争の負担によりバビロンの主要な神殿と運河が劣化し、周辺地域が不安定化した。反逆の試みは数多くあり、紀元前522年にはネブカドネザル3世、紀元前521年にはネブカドネザル4世、紀元前482年にはベル・シマノとシャマシュ・エリバが反乱を起こすなどして、バビロニア人の王たちが短期間、独立を取り戻した。しかし、これらの反乱はすぐに鎮圧され、紀元前331年にアレキサンダー大王が入城するまで、バビロンは約2世紀の間、ペルシアの支配下にあった。

### ヘレニズム時代
紀元前331年10月、アケメネス朝ペルシア帝国の最後の王であるダレイオス3世は、ガウガメラの戦いでマケドニア王アレクサンドロス3世の軍隊に敗北した。
アレクサンダーの下で、バビロンは再び教育と商業の中心地として栄えた。しかし、紀元前323年にネブカドネザルの宮殿でアレクサンダーが死亡した後、彼の帝国はその配下の将軍であるディアドコイに分割され、すぐに数十年にわたる戦いが始まった。絶え間ない混乱は、事実上、バビロンの地位を低下させた。紀元前275年の日付がある粘土板には、バビロンの住民がセレウキアに移住させられ、そこで宮殿と（エサギラ）神殿の建設に従事したと書かれている。この国外追放によりバビロンは重要な都市ではなくなったが、1世紀以上経った後でも、古い聖域で犠牲が捧げられていたという。

### ペルシアによる再支配
バビロンは（アッシリアと同様に）、西暦650年以降まで約9世紀にわたってパルティア帝国とサーサーン朝ペルシアの支配下にあった。西暦116年にローマ帝国のトラヤヌス帝によって一時的に占領され、新たに征服されたメソポタミア州の一部となったが、その後継のハドリアヌス帝は、ユーフラテス川よりも東の地域を放棄して後退した

。バビロンは独自の文化と人々を維持し、各種のアラム語を話し、バビロンを故郷と呼ぶ人々を輩出し続けた。その文化の例としては、バビロニアのタルムード、グノーシス派のマンダ教、東方典礼カトリック教、そして哲学者マニの宗教などが挙げられる。キリスト教は西暦1世紀 - 2世紀にメソポタミアに広がり、イスラムに征服されるまで、バビロンには東方教会の司教の座があった。バビロンで発掘されたパルティア、サーサーン朝、アラビア時代の硬貨は、その期間、人が定住し続けたことを示している。

### イスラム教による征服
7世紀半ば、拡大するイスラム帝国がメソポタミアに侵攻、定住し、イスラム化の時代が到来した。バビロンは州として解体され、最終的にはアラム語とキリスト教の東方教会は廃れていった。イブン・ハウカル（Ibn Hawqal、10世紀）とアラブの学者ザカリーヤー・カズウィーニー（al-Qazwini、13世紀）は、バビロン（バビル）を小さな村と表現している。ザカリーヤー・カズウィーニーは、休暇中にキリスト教徒とユダヤ人が訪れた「ダニエルのダンジョン」と呼ばれる井戸についても説明している。また、アムラン・イブン・アリ（Amran ibn Ali）の墓神殿（エサギラ神殿の遺跡）はイスラム教徒によって訪問された。
バビロンは、バグダッドからバスラまでの都市で使用するレンガの供給源として、中世のアラビア文字で言及されている。
多くの場合、ヨーロッパの旅行者はバビロンの場所を見つけることができなかったか、あるいはファルージャをバビロンと間違えた。12世紀の旅行者であるトゥデラのベンヤミンはバビロンについて言及しているが、彼が実際にバビロンに行ったかどうかは不明である。他の人々はバグダッドをバビロンまたはニューバビロンと呼び、この地域で発見したさまざまな建造物をバベルの塔と呼んだ。ピエトロ・デッラ・ヴァッレ（Pietro della Valle）は17世紀にバビロンのバビルの村を訪れ、瀝青で固められた焼き泥レンガと乾燥泥レンガの両方の存在に気づいている。

### 現代

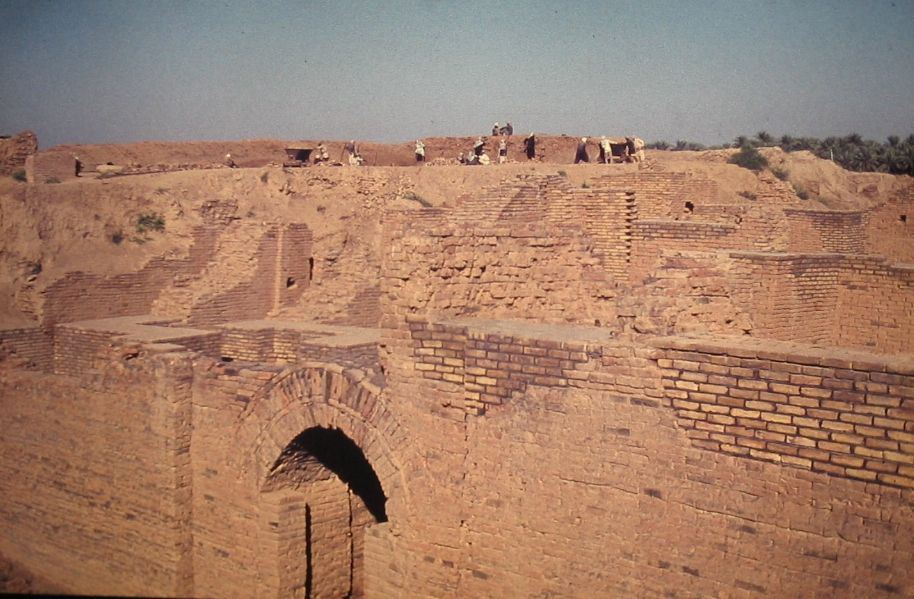
発掘されたバビロンの廃墟の遺跡

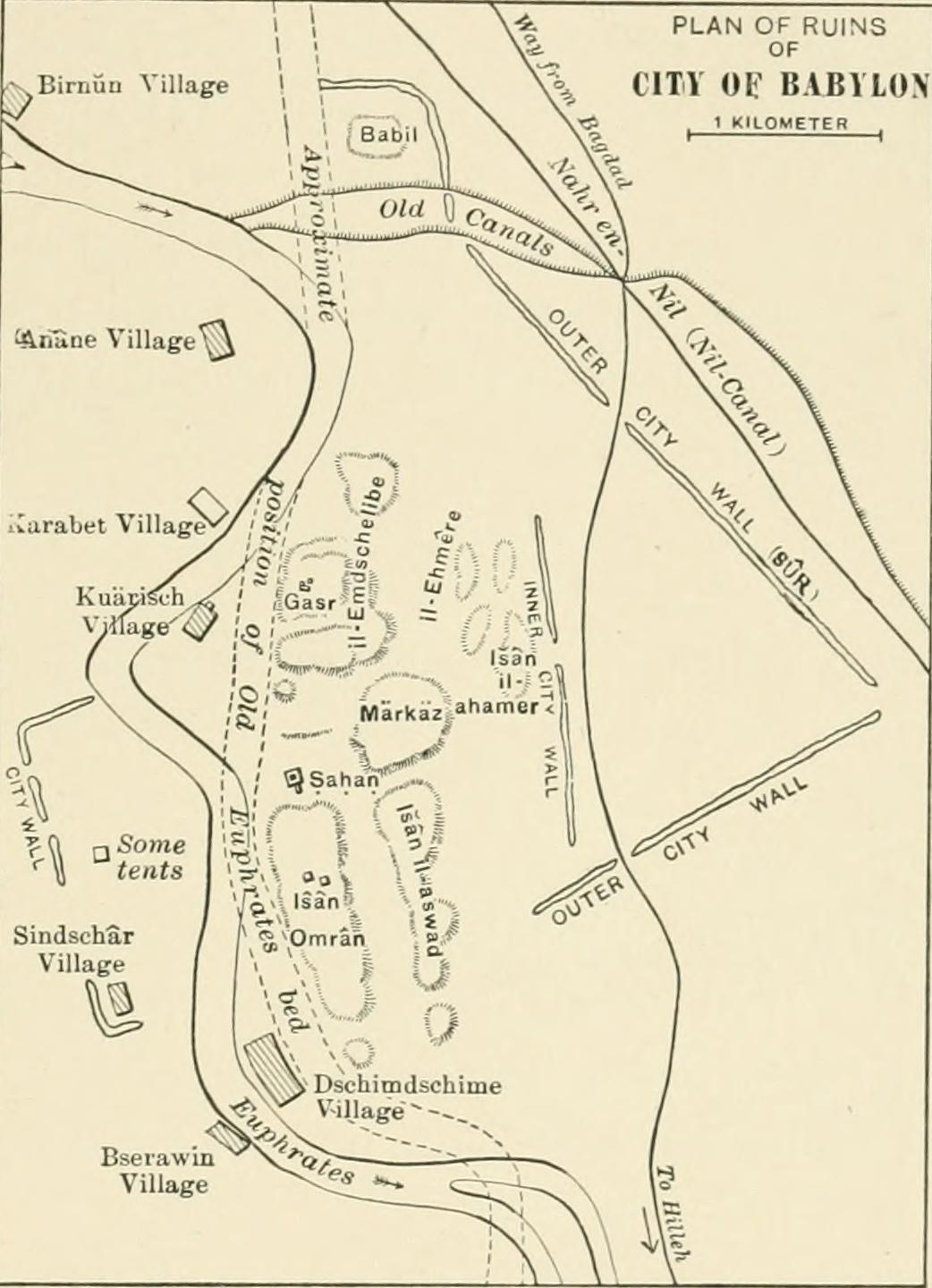
1905年当時の遺跡の平面図。村落の名前入り。

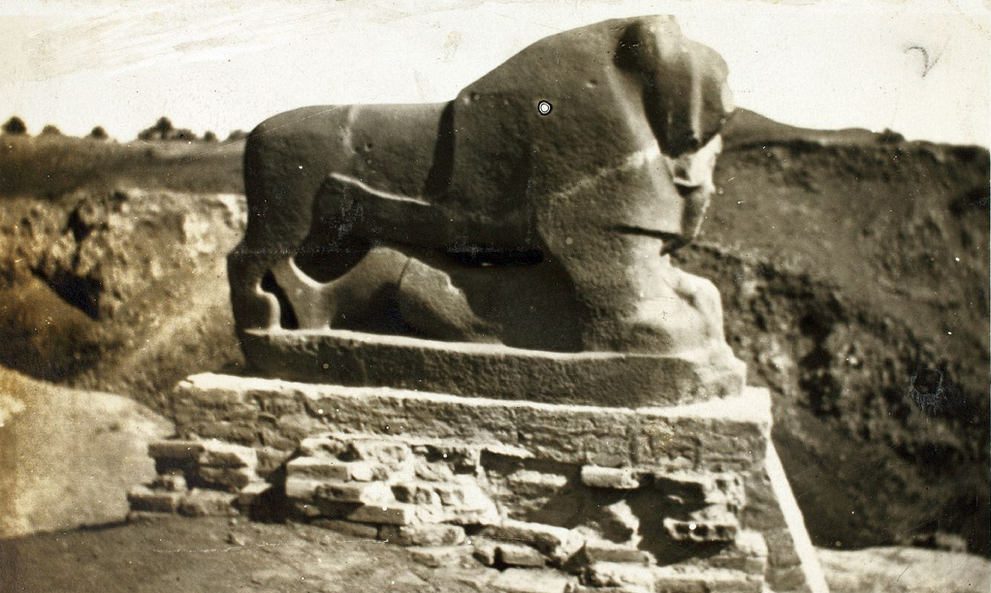
バビロンのライオン（像）

18世紀になると、ドイツのカールステン・ニーブールやフランスのピエール・ジョゼフ・デ・ボーシャンを始めとして、バビロンを訪れる者が増え、その緯度が測定されるようになった。1792年にボーシャンの回想録が英語に翻訳されて公開されると、イギリス東インド会社はバグダッドとバスラの代理店にメソポタミアの遺物を取得してロンドンに輸送するよう指示した。
```
現代の旅行者の報告から、私はある程度バビロンの遺跡を見つけたと考えていた。だが、実際には発見部分は少なかった。遺跡全体の桁外れの広さについて、あるいはその大きさ、固さ、完全さについてはその一部でさえも想像もつかなかった。付け加えるならば、バビロンの主要な構造の多くの痕跡を、不完全ではあっても識別するべきだと思ったからである。私は考えた。私はこう言うべきであった。「ここに壁があった。そしてその地域の範囲も同様であったに違いない。そこには宮殿が立っていた。そしてこれはほぼ確実にベルスの塔だった。」　私は完全にだまされていた。いくつかの隔絶された丘の代わりに、国全体が建物の痕跡で覆われているのを私は見つけた。いくつかの場所は驚くほど新鮮なレンガの壁で構成され、他の場所ではそのような未知の瓦礫の山がどこまでも続いていただけだった。多様で、広範囲に及び、解決できない混乱に対するいかなる仮説を構築した人をも巻き込むものであった。
『バビロンの遺跡の回想録』（1815年、クローディアス・リッチ） pp.1-2
[
61
]
```

1905年までに、バビロンにはいくつかの村があった。そのうちの1つはクワレシュ（Qwaresh）で、古代の都市の内壁内に、約200世帯があった。ドイツ東洋協会の発掘調査（1899-1917）中に労働者を必要としたため、村は大きくなっていった。

#### 発掘と研究
バグダッドのイギリス東インド会社で働いていたクローディアス・リッチ（Claudius Rich）は、1811年から1812年にかけて、そして1817年に再度、バビロンを発掘した。ロバート・ミグナン船長（Captain Robert Mignan）は、1827年にこの遺跡の簡易調査を実施し、1829年にいくつかの村の位置を含むバビロンの地図を完成させた。ウィリアム・ロフタス（William Loftus）は1849年にここを訪れた。オースティン・ヘンリー・レイヤードは、この遺跡が放棄される以前の1850年に短期間訪れ、その間にいくつかの調査を実施した。

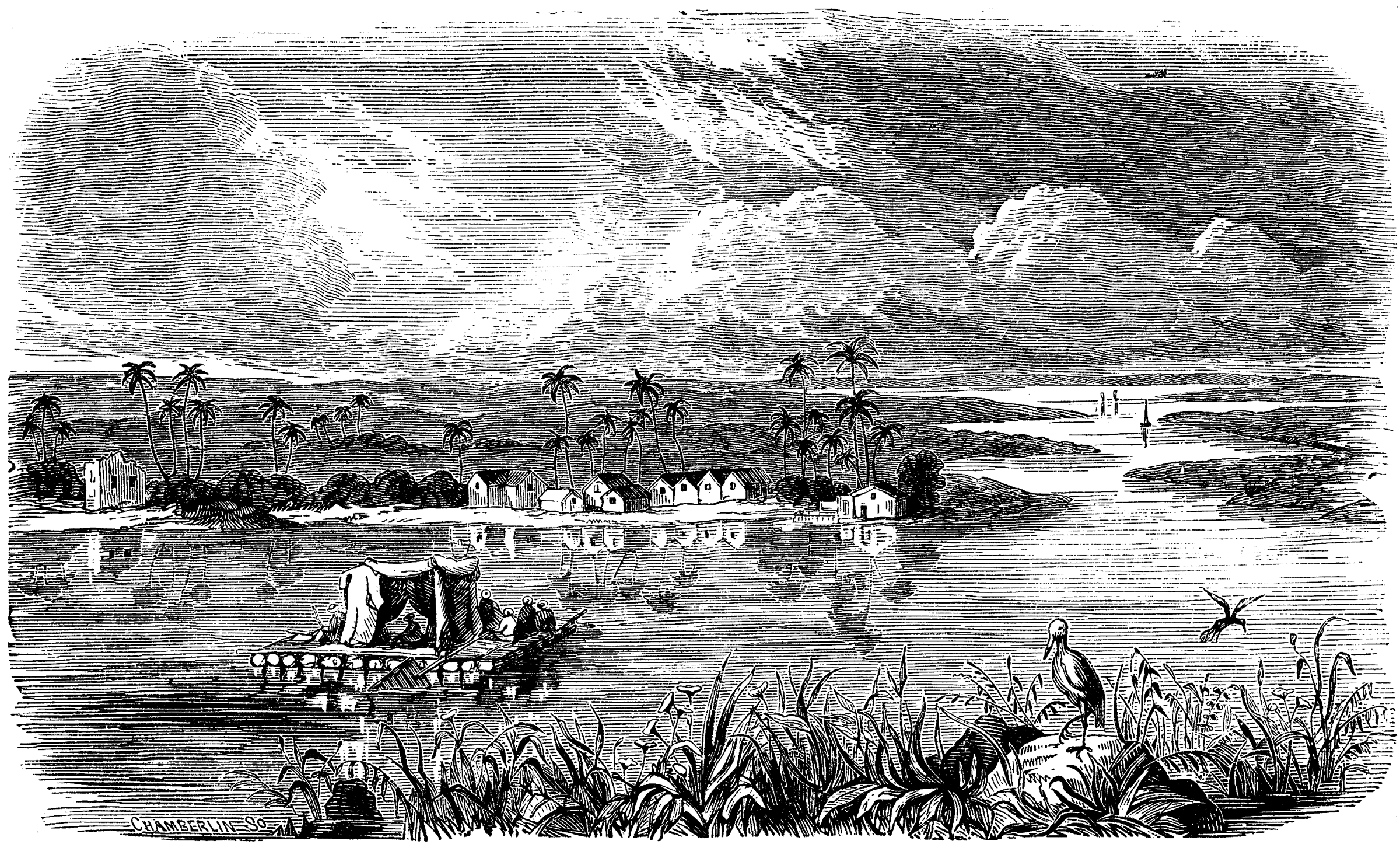
フレネルの調査隊が運んでいた何百箱もの発掘品が失われた、1855年のアル・クルナ（Al Qurnah）の災厄の場所

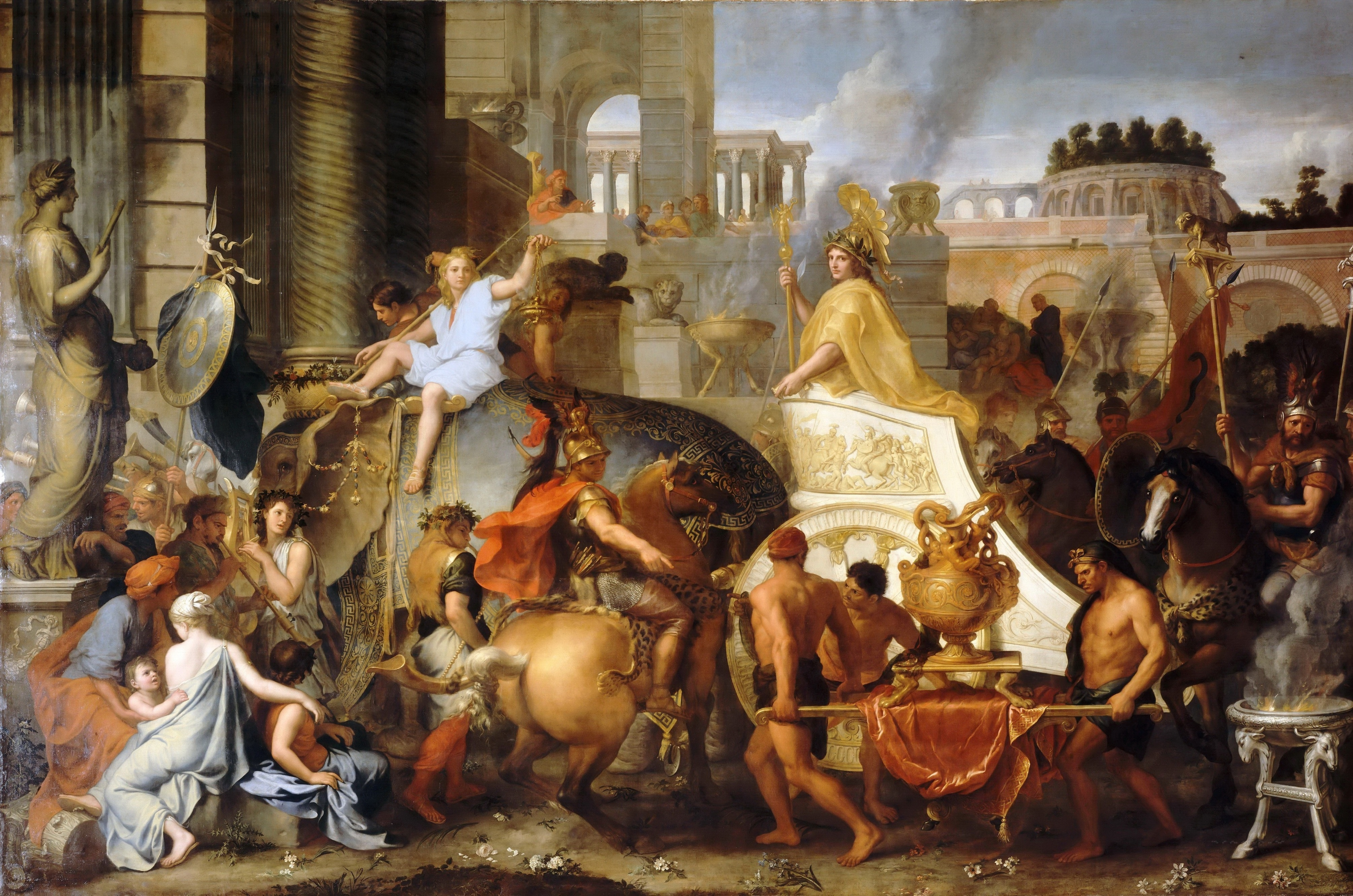
1665年にチャールズ・ルブランが制作した絵画「アレクサンドロスのバビロンへの入場」。ヘレニズム以前の建築様式により描かれたバビロンの街に、抵抗を受けることなく入場するアレクサンドロス大王を描いている。

フルゲンス・フレネル（Fulgence Fresnel）、ジュール・オペール、フェリックス・トーマス（Felix Thomas）は、1852年から1854年にかけてバビロンを積極的に発掘した。しかし、1855年5月、ティグリス川で輸送船と4隻の筏が沈没したクルナの災厄により、彼らの成果の多くが失われた。アル・クルナ付近でティグリス川の海賊に襲われたとき、彼らはさまざまな発掘作業で得た人工遺物を入れた200個以上の箱を運んでいた。1856年5月、オスマン帝国当局とバグダッドの英国公邸の支援を受けて回収作業が行われ、同月中にル・アーブル行きの船に80箱相当の貨物が積み込まれた。だが、フレネルの作業で得た発掘品のほとんどは、フランスに届くことはなかった。1971年から1972年にかけて日本のチームが行った作業を含め、ティグリス川から失われたこれらの発掘品を回収する試みは、失敗に終わっている。

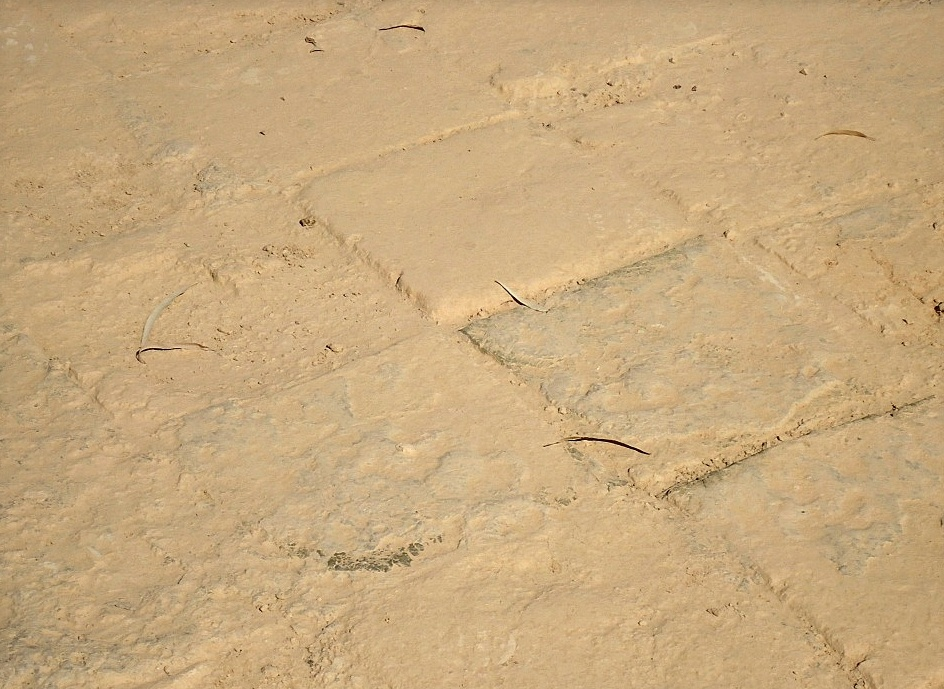
イラクのバビロンの遺跡にある、かつての行列通りのタイル。

ヘンリー・ローリンソンとジョージ・スミスは、1854年にバビロンで短期間、活動した。次の発掘は、大英博物館の依頼を受け、ホルムズ・ラッサムによって行わた。作業は1879年に始まり1882年まで続いたが、発掘現場で広範囲に略奪が起きたため、彼らは作業を急いだ。人工遺物を探すために、ラッサムは工業用の掘削機器を使用して大量の楔形文字の粘土板などを回収したが、当時としては一般的だったこの熱心な発掘方法は、考古学的に重大な損害を及ぼすものであった。また、ラッサムの発掘が始まる前の1876 年には、既に多くの粘土板が市場に出回るようになっていた。

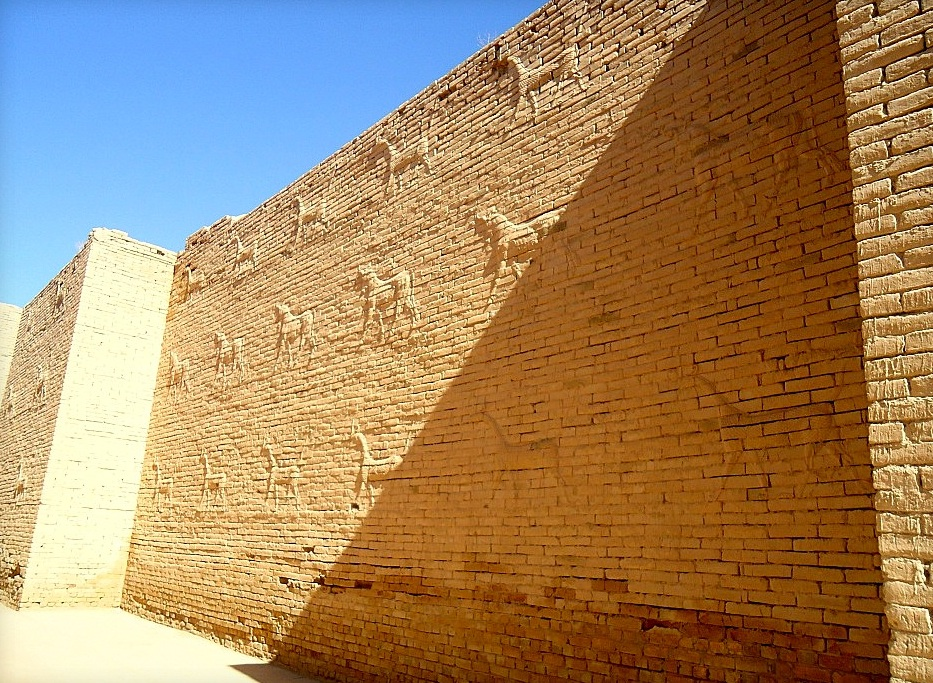
ムシュフシュ(Mušḫuššu。シラッシュともいう。霊獣の一種) とオーロックス（牛の一種）が行列通りの両側に描かれている。イラクのバビロンの遺跡。

ロバート・コルデウェイが率いるドイツ東洋協会のチームは、バビロンで最初の科学的な考古学発掘調査を行った。この発掘作業は1899年から1917年まで、毎日行われた。発掘作業の主な対象は、マルドゥク神殿とそこに至る行列の道、そして城壁だった
。イシュタル門の破片と回収された数百の粘土板を含む発掘品はドイツに輸送され、コルデウェイの同僚であったウォルター・アンドレーがそれらを再構築してベルリン中東博物館に展示した。ドイツの考古学者は1917年に英国軍が迫る前に待避し、その後、またしても多くの遺物が行方不明になった。
ドイツ考古学研究所によるさらなる発掘作業としては、第二次世界大戦後の1956年にハインリヒ・J・レンツェン（Heinrich J. Lenzen）が、1962年にハンスイェルク・シュミット（Hansjorg Schmid）が率いるチームが行ったものがある。レンツェンの作業は主にヘレニズム劇場を扱っており、シュミットの作業はエテメナンキの神殿ジッグラトに焦点を当てていた。
この遺跡は1974年に、イタリア・トリノの中東・アジア考古学研究・発掘センター（Turin Centre for Archaeological Research and Excavations in the Middle East and Asia）と、イラク・イタリア考古科学協会（Iraqi-Italian Institute of Archaeological Sciences）によって発掘された。発掘作業の焦点は、ドイツが昔に得たデータを再調査することによって、数々の疑問点を解決することにあった。1987年から1989年にかけての追加調査は、バビロンのシュアンナ市区にあるイシャラ神殿とニヌルタ神殿の周辺に集中していた。
バビロンの修復作業の間、イラク国家古代遺産機構（Iraqi State Organization for Antiquities and Heritage）は広範な調査、発掘、清掃を行ったが、これらの考古学的調査結果の公開範囲は限られていた。実際、現代の発掘調査で得られたことが知られている粘土板のほとんどは、未公開のままである。

#### イラク共和国
バビロンの遺跡は、1921年に近代イラク国家が誕生して以来、イラクの文化的資産となっている。この遺跡は、イギリスの管理下にあるイラク王国によって公式に保護され、発掘された。そのイラク王国は後にイラクのハシェミット王国となり、その後はアラブ連邦、イラク共和国、バース党 イラク (正式にはイラク共和国とも呼ばれる)、およびイラク共和国と続いた。バビロニアに関するテーマは、イラクのはがきや切手に定期的に登場する。1960年代には、イシュタル門のレプリカとニンマク神殿（Ninmakh Temple）が遺跡現場に再建された。
1978年2月14 日、サダム・フセイン率いるイラクのバース党政府は、「バビロンの考古学的修復プロジェクト」を開始した。このプロジェクトの目的は、廃墟の上に古代都市の主要構造物を再現することにあった。これらの構造物は、250の部屋、5つの中庭、30メートルの高さの入口アーチを備えたネブカドネザルの南宮殿が含まれていた。このプロジェクトでは、行列の道、バビロンのライオン、ヘレニズム時代に建設された円形劇場も修復された。1982年、イラク政府は、バビロンの象徴的なデザインを施した7枚の硬貨のセットを鋳造した。1987年9月にバビロン国際フェスティバルが開催され、その後、2002年まで (湾岸戦争があった1990年と1991年を除く) 毎年開催され、この成果が展示された。空中庭園と大ジッグラトの再建も提案されていたが、それは実現しなかった。
フセインは、遺跡の入り口に自分とネブカドネザルの肖像画を設置し、ネブカドネザルに倣って多くのレンガに自分の名前を刻んだ。よくある碑文の例としては、「これはイラクを美化するために、ネブカドネザルの息子サダム・フセインによって建てられた」というものがある。これらのレンガは、フセインの失脚後、収集品として人気を博した。同様のプロジェクトがニネベ、ニムルド、アッシュル、ハトラで実施され、アラブの偉業の素晴らしさを宣伝した。
1980年代、サダム・フセインはクワレシュ（Qwaresh）の村の住民を立ち退かせ、完全に排除した。後に彼は、古い遺跡の上のサダム・ヒルと呼ばれる地域に、ジグラットの形を模した、近代的な宮殿を建設した。フセインは、2003年にバビロンにケーブルカーを建設することを計画していたが、2003年のイラク侵攻により、この計画は中止された。

#### 米国とポーランドの占領下
2003年のイラク侵攻後、バビロン周辺の地域は、2003年9月にポーランド軍に引き渡されるまでの間、米軍の支配下に置かれた。第1海兵遠征軍のジェームズ・T・コンウェイ将軍の指揮下にあった米軍は、イラク戦争中に古代バビロニアの遺跡にヘリポートやその他の施設を備えた軍事基地「キャンプ・アルファ」を建設したことで批判された。米軍はこの場所をしばらく占領しており、考古学的記録に取り返しのつかない損害を与えている。大英博物館の近東部門のレポートにおいて、ジョン・カーティス博士は、ヘリコプターの着陸エリアと大型車両の駐車場を建設するために遺跡の一部がどのように整地にされたかを説明した。占領軍について、カーティスは次のように書いている。
彼らは、古代からの最も有名なモニュメントであるイシュタル門に、大きな損害を与えた。・・・米軍の車両が2600年前のレンガ舗装を押しつぶし、考古学的な破片が遺跡全体に散らばり、12以上の塹壕が古代の堆積物がある場所で掘られ、軍の土木事業が未来の世代の科学者のための遺跡を破壊している。
米軍のスポークスマンは、エンジニアリング作戦は「バビロン博物館長」と話し合ったものであったと主張した。イラク国家遺産・遺物局長のドニー・ジョージ氏は、「この混乱を解決するには数十年はかかるだろう」と述べ、ポーランド軍がこの場所に「ひどい損害」を与えていると批判した。2004年に、ポーランドは都市をイラクの支配下に置くことを決定し、「バビロン考古学遺跡の保存状況に関する報告書」という題名の報告書の作成を命じた。その報告書は2004年12月11日から13日にかけて開催された会議で発表され、2005年、遺跡はイラク共和国の文化省に引き渡された。
2006年4月、第1海兵遠征軍の元参謀総長であるジョン・コールマン大佐は、彼の指揮下にある軍人が与えた損傷について、謝罪を申し出た。しかし、同時に彼は、米国の存在により、他の略奪者による更に大きな損害を抑止したと主張した。2006年4月に発行された記事によると、国連職員とイラクの指導者は、バビロンを文化センターにする計画を立てている。
なお、発掘品のレプリカと地元の地図、レポートを収蔵していた博物館2つと図書館1つが襲撃され、破壊されている。

#### 現在
2009年5月、バビール州政府は観光客向けに遺跡の開放を再開し、2017年には35,000人以上の観光客が訪れた。石油パイプラインが、都市の外壁を貫通している。2019年7月5日には、バビロンの遺跡はユネスコの世界遺産に登録された。
何千人もの人々がバビロンで、古代の外側の城壁周辺に住んでいる。そしてその周辺のコミュニティは、「建設を制限する法律があるにもかかわらず、コンパクトで密集した集落から広大な郊外へと急速に発展している」。現代の村には、西ズウェア（Zwair West）、シンジャー村（Sinjar Village）、クワレシュ（Qwaresh）、アル・ジムジマー（Al-Jimjmah）があり、そのうち最初の2つが経済的に豊かである。ほとんどの住民は、主に毎日の賃金収入に依存しているか、アル・ヒッラー（Al-Hillah）で政府の仕事に就いている。ごくわずかにナツメヤシ、柑橘類、イチジク、家畜用の飼料、限られた換金作物を栽培している人がいるが、耕作物からの収入だけでは家族を養うことはできない。シーア派とスンニ派、両方のイスラム教徒がシンジャー村に住んでいて、両派のモスクがある。
SBAH（The State Board of Antiquities and Heritage：イラク国立考古学遺産委員会）は、考古学的遺跡の保護を担当する主要機関である。彼らは考古学遺産警察の支援を受け、そこに常駐している。ワールド・モニュメント財団も研究と保全に関わっている。SBAHの州監察本部は、東側の古代の内城壁の境界内にあり、数人の職員とその家族がこの地域の補助金付きの住宅に住んでいる。

## 文化的な重要性

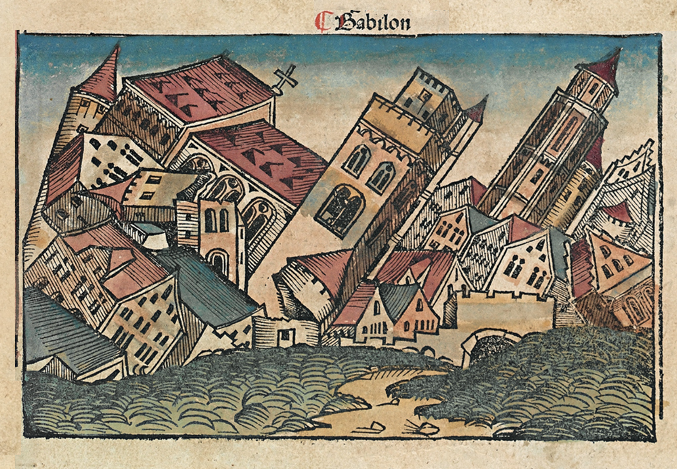
バビロンの滅亡を描いた、1493年に作られたニュルンベルク年代記の木版画

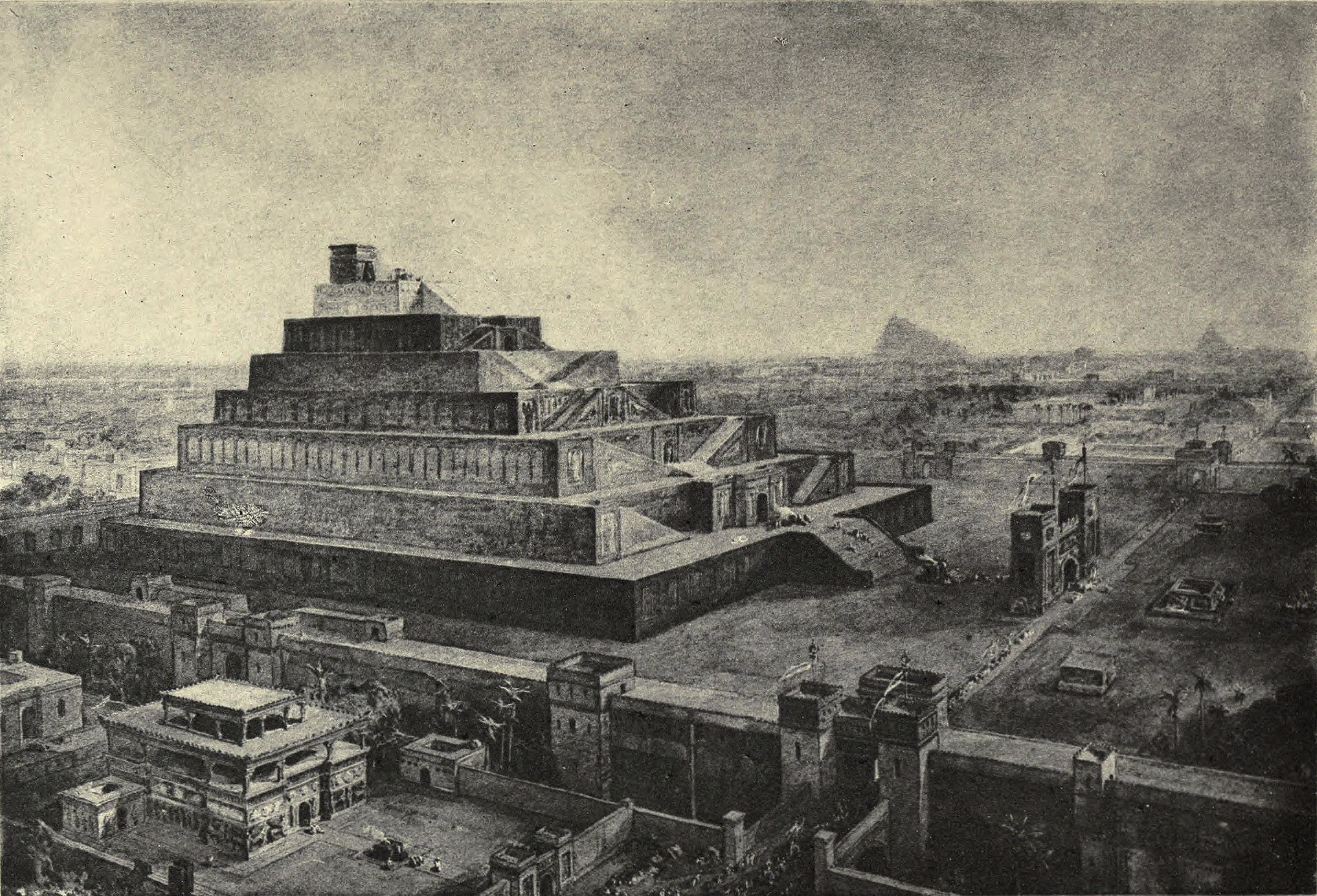
「バビロンの城壁と、ベル（あるいはバベル）の神殿」 19世紀のイラストレーター、ウィリアム・シンプソンによる。初期の考古学調査の影響を受けている。

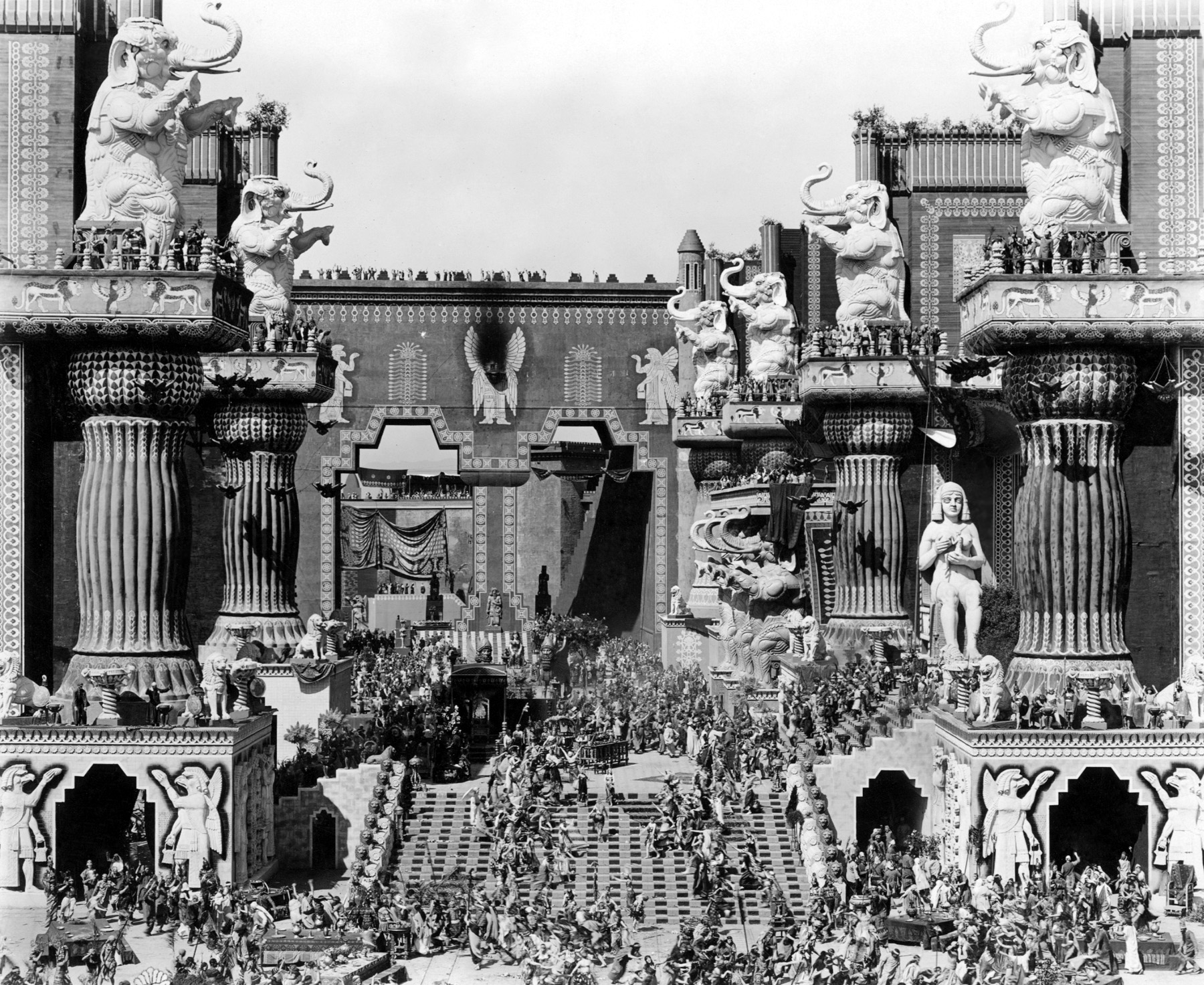
映画『イントレランス』のバビロンのセット

メソポタミアで現代の考古学的発掘が行われる以前は、バビロンの外観は謎で、西洋の芸術家は通常、古代エジプト、古典ギリシャ、現代のオスマン文化を組み合わせて
想像していた。
バビロンの歴史的重要性と聖書での言及により、さまざまな言語において「バビロン」という言葉は、大きく賑やかで多様な都市を一般的に表す単語になっていった。その例としては、以下のようなものが含まれている。
- バビロンは、ラスタファリ運動の概念としてレゲエ音楽で使用され、唯物論的資本主義の世界、またはあらゆる形態の帝国主義の悪を示している。バビロンは世界中の人々、特にアフリカ系の人々を積極的に搾取し、抑圧しようとしていると考えられている。ラスタファリ運動に参加する人々は、大麻が心を真実に開くから、バビロンがこの神聖なハーブの喫煙を禁止しようとしていると信じている。[要出典]
- 独自の聖書伝説を持つフリーメーソンは、伝統的にバビロンをその発祥の地であり、科学と知識の楽園と考えていた[111]。
- バビロン 5 - 未来の宇宙ステーションを舞台にしたSFシリーズで、さまざまな文化間の交易と外交の中心として機能している。多くの物語は、異なる社会や文化が団結し、違いを尊重し、偏見や疑いを持って互いを見たり争ったりするのではなく、お互いから学ぶというテーマに焦点を当てている。[要出典]
- バビロン A.D. は、数十年後のニューヨーク市が舞台である。
- 『バビロン』はレディー・ガガの曲で、ゴシップについて議論するために古代聖書のテーマに言及している。
- 映画『エターナルズ』(2021)では、バビロンを最大限に描写し、エターナルズによって保護され、その発展が支援されている様子が描かれている。
- 『時の眼』（タイム・オデッセイ1）Time's Eye （2003年、スティーヴン・バクスターとアーサー・C・クラークのSF小説） ISBN 4152087838
- 『火星の挽歌』（タイム・オデッセイ3）FIRSTBORN （2008年（邦訳は2011年）続編） ISBN 4152092599
- 『イントレランス』

### 聖書中の物語

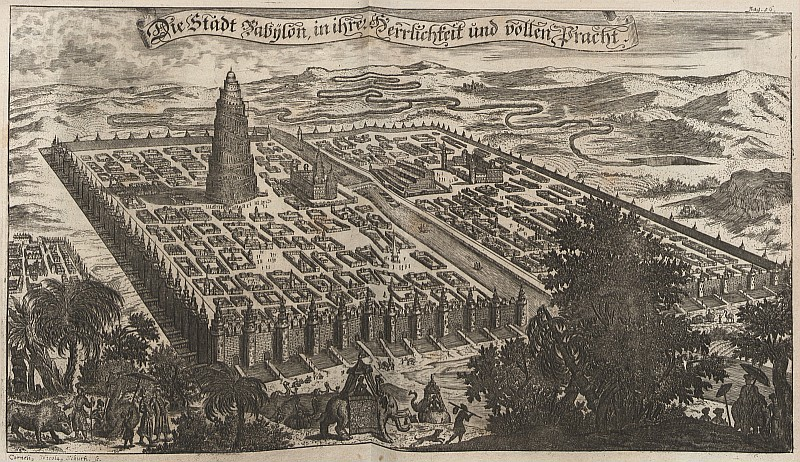
17世紀のヨーロッパ人が描いたバビロン想像図。左側にバベルの塔が描かれている

旧約聖書創世記ではバベルと表記され、バベルの塔の伝承にて混乱（バラル）を語源とすると伝える。創世記10章第8節によると、ノアの子ハムの子孫である地上で最初の勇士ニムロド（ニムロデ）の王国の主な町が、シンアルの地にあったバベル、ウルク、アッカドそしておそらくカルネであったという（なお、「カルネ（Calneh）」は現在、固有名詞としてではなく、「それらすべて」という意味で翻訳されることがある）。また、創世記11章には別の話も載っている。都市と塔、すなわちバベルの塔を建設するためにシンアルの地に移住した、単独の言語を話す人類について説明している。神は、人々の言葉を混乱させて、同じ言語でお互いを理解できないようにし、人類を地球全体に散らばらせることで、塔の建設を中止させた。ここで東方からシンアルの地へ移住した人々による都市バベル及びバベルの塔の建設が述べられているため、この建設事業をニムロドに帰する神学解釈がある。
ユダの王ヒゼキヤが病気になった後、バビロンの王バラダンは、彼に手紙と贈り物を送った。ヒゼキヤはすべての宝物を代表団に見せた。預言者イザヤはヒゼキヤにこう言った。「見よ、あなたの家にあるすべてのものと、あなたの先祖が今日まで蓄えてきたものがバビロンに運ばれ、何も残らない日が来る」。約 200年後、バビロンの王ネブカドネザルがユダに侵入してエルサレムを包囲し、ユダヤ人をバビロンに移送した。
預言者ダニエルは人生の大半をバビロンで過ごした。ダニエルがネブカドネザルの夢を解釈したことで、彼はダニエルをバビロン州全体の長官に任命した。何年も後、ベルシャザルは宴会を開き、手の指が現れて壁に文字を書いた。ダニエルは文字を解釈するために呼ばれ、彼は、神がベルシャザルの王国に終止符を打ったと説明した。その夜にベルシャザルは殺され、メディア人ダレイオスが王国を引き継いだ。
イザヤ書では、バビロンについて「神がソドムとゴモラを覆されたときのようになる。もはや、だれもそこに宿ることはなく代々にわたってだれも住むことはない。アラブ人でさえ、そこには天幕を張らず、羊飼いも、群れを休ませない」とあるほか、エレミヤ書では、バビロンに「住む者は、もはや永久にない」、「そこには、人ひとり住まず、人が宿ることはなくなるであろう」、そして「人の子ひとり通らぬ所となる」と述べている。旧約聖書では、このほかにも様々な箇所で、バビロン、エドム、ボズラ、モアブ、ツロ、ハツォル、アンモンの息子たちの領土はすべて、ソドムとゴモラのようになるか、永遠に無人になると予言している。
新バビロニア王国時代のバビロンと周辺の数箇所の都市には、滅ぼされたユダ王国の指導者層が強制移住（バビロン捕囚）させられ、この事件がそれまで神殿宗教であったヤハヴェ信仰をユダヤ教に脱皮成長させる大きな契機となり、ひいてはユダヤ人の民族形成史上、大きな役割を果たした。ユダヤ人のバビロンへの反感は、詩編137で「娘バビロン」への神の復讐が予言されることなどに表れている。
また、イラクにおけるユダヤ人コミュニティーの起源ともなったが、このようにユダヤ教の成立過程に深く関わったバビロンは、ユダヤ教やその系譜を引くキリスト教において正義の対抗概念のイメージであり、さらにイザヤ書とエレミヤ書の預言と新約聖書のヨハネの黙示録（ヨハネへの啓示、啓示の書）の故事から、ヨーロッパなどのキリスト教文化圏においては、退廃した都市の象徴（大淫婦バビロン、大娼婦バビロン）、さらには、富と悪徳で栄える資本主義、偶像崇拝の象徴として扱われることが多い。また、預言の中では、バビロンの王たちとルシファーが象徴的に結びつけられることがある。ネブカドネザル2世はナボニドゥスと混同されることもあり、聖書の物語における第一の支配者として登場する。
キリスト教聖書の黙示録では、バビロンが主要な政治的中心地ではなくなってから何世紀も経ったバビロンについて言及している。この都市は、7つの頭と10本の角を持つ緋色の獣に乗って、義人の血に酔った「バビロンの娼婦」に擬人化されている。黙示録的文学の学者の中には、この新約聖書の「バビロン」がローマ帝国の侮蔑表現であると信じている者もいる。他の学者は、黙示録のバビロンには、紀元1世紀当時のローマ帝国を超えた象徴的な意味があると示唆している。
何人かの聖書預言学者、特にチャック・ミスラーは、イザヤ書の第13章 - 第14章、エレミヤ書の第50章 - 第51章、そしておそらく黙示録の第17章 - 第18章に詳細に記述されている「バビロンの破滅」は、文字どおりの将来の破滅を指していると主張している。ミスラーは、イザヤとエレミヤが預言したようには、バビロンはまだ完全に破壊されていないと書いている。紀元前539年にペルシア人がバビロンを確保した際は、戦うことなくこれを占領したからである。

## 美術におけるバビロン

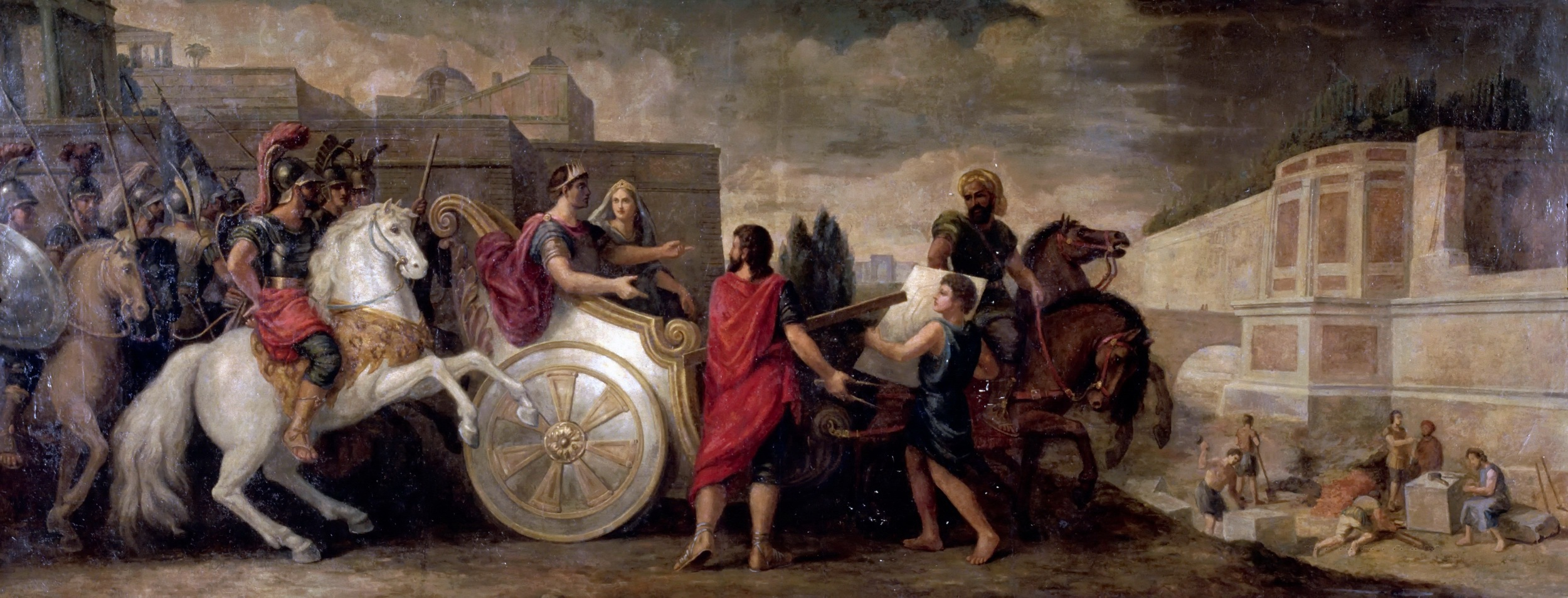
妻のアミュティスを喜ばせるためにバビロンの空中庭園の建設を命じるネブカドネザル2世。ルネ＝アントワーヌ・ウアス作、1676年。
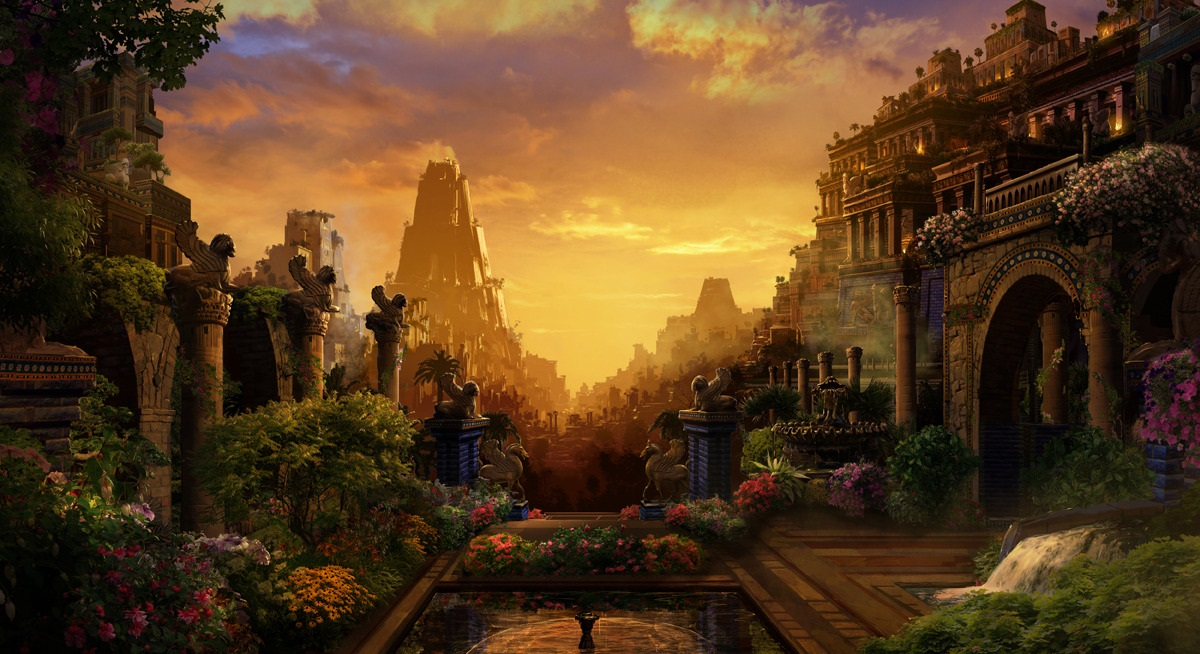
絶頂期のバビロンを描いた現代アート
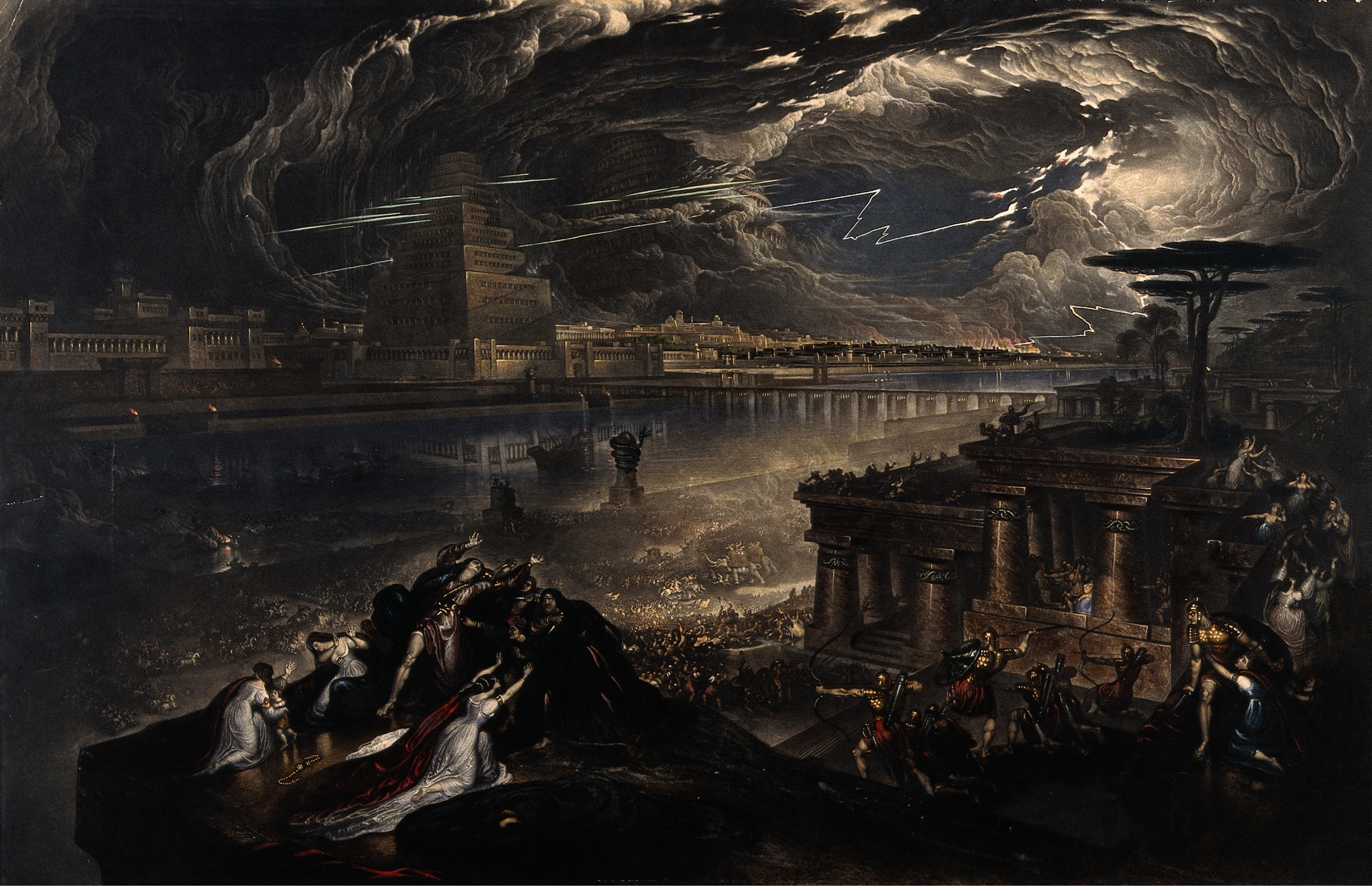
メゾチントによるバビロンの滅亡。ジョン・マーティン作、1831年。
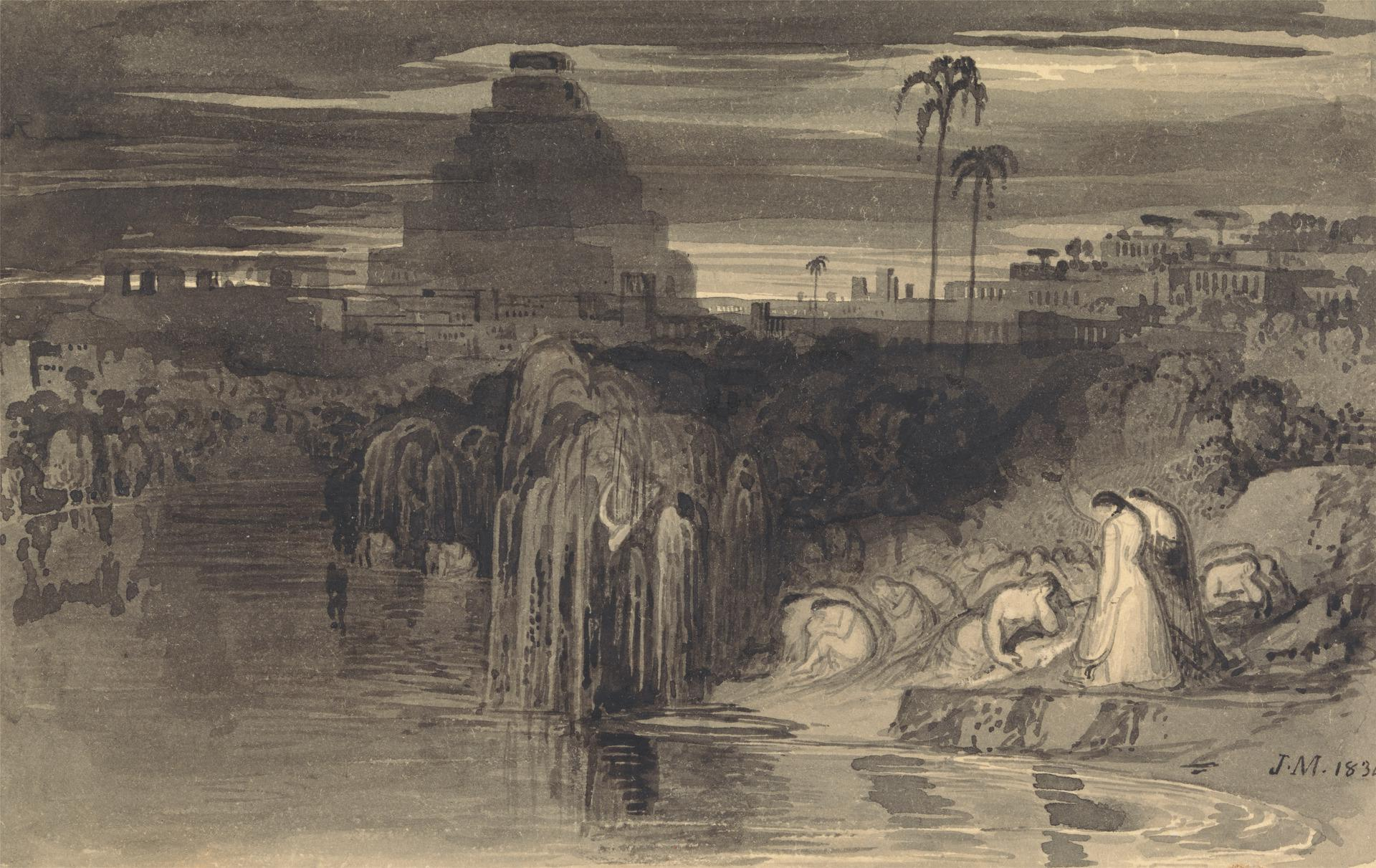
バビロンの水辺で泣くエルサレムの娘たち。ジョン・マーティン作、1834年。
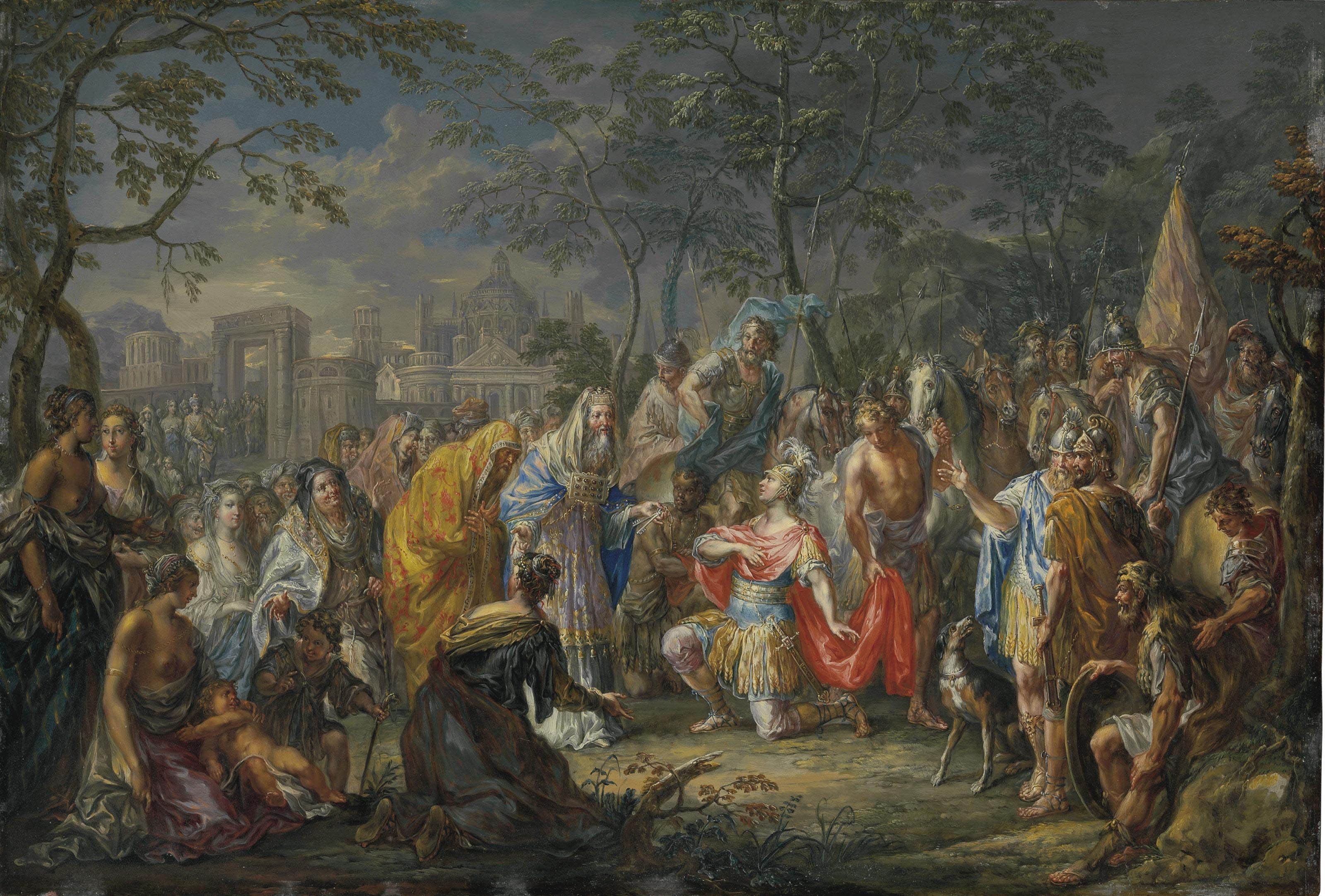
バビロンの鍵を受け取るアレキサンダー大王。ヨハン・ゲオルグ・プラッツァー作、1740年頃。
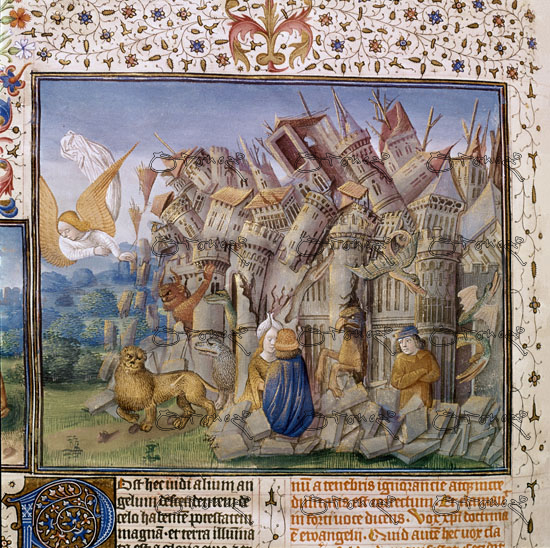
サヴォイア公爵家の黙示録を図化したもの（Escorial E Vit.5）。バビロンの陥落。15世紀。
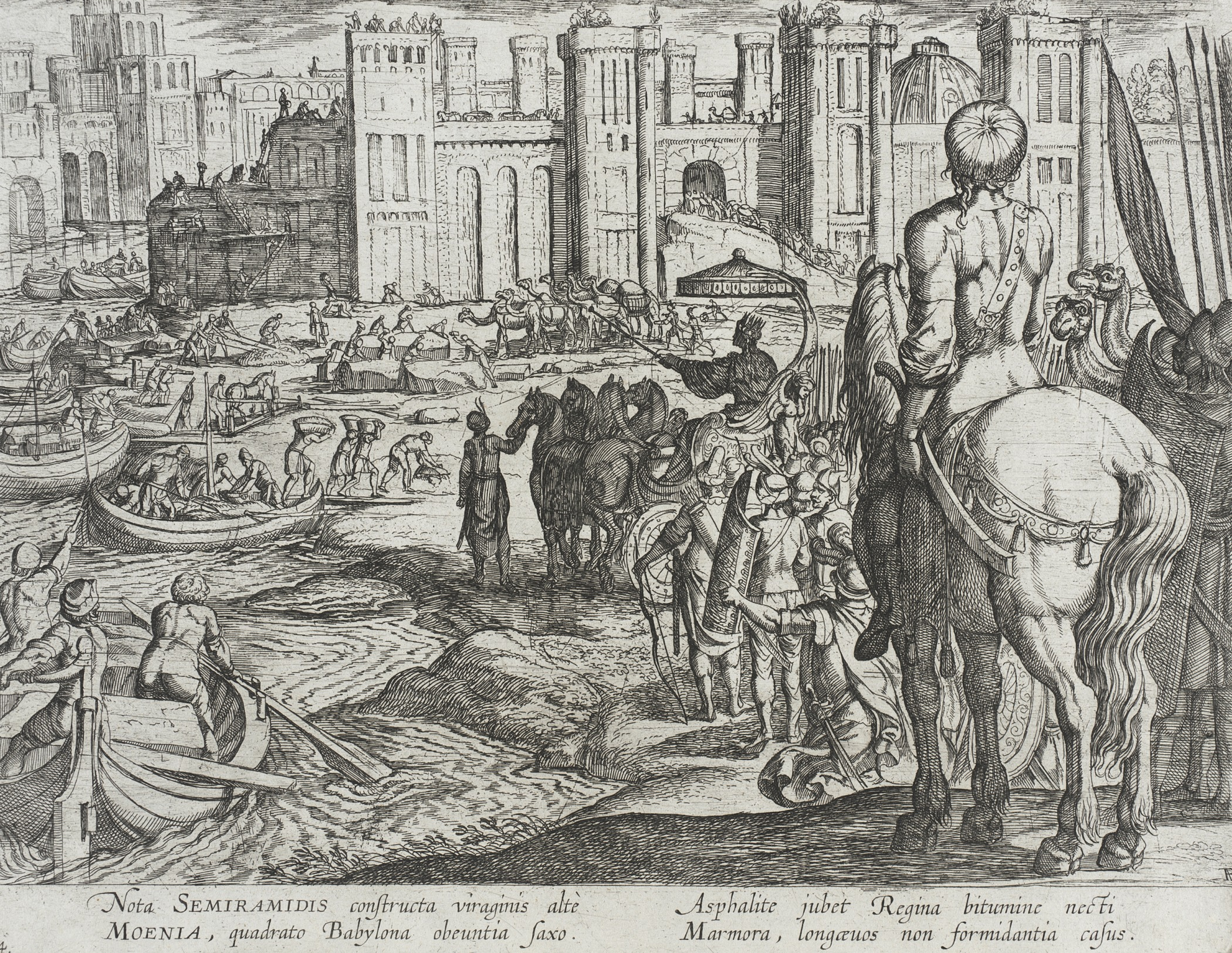
アントニオ・テンペスタによるバビロンの城壁。1610年。

## 世界遺産
バビロンは1983年に登録延期となった後、2019年に正式登録された。

### 登録基準
この世界遺産は世界遺産登録基準のうち、以下の条件を満たし、登録された（以下の基準は世界遺産センター公表の登録基準からの翻訳、引用である）。
- (3) 現存するまたは消滅した文化的伝統または文明の、唯一のまたは少なくとも稀な証拠。
- (6) 顕著で普遍的な意義を有する出来事、現存する伝統、思想、信仰または芸術的、文学的作品と直接にまたは明白に関連するもの（この基準は他の基準と組み合わせて用いるのが望ましいと世界遺産委員会は考えている）。